# Домодедово (аэропорт)
Международный аэропорт Домоде́дово имени М. В. Ломоносова (ИАТА: DME, ИКАО: UUDD) — международный аэропорт федерального значения, один из четырёх основных аэропортов Москвы и Московской области, является четвёртым по величине пассажиропотока российским аэропортом после Шереметьево (Москва), Пулково (Санкт-Петербург) и Внуково (Москва). Расположен на границе городского округа Домодедово и Раменского района Московской области, в 45 километрах к юго-востоку от центра Москвы, в 22 километрах от МКАД. Официальное название — «Москва (Домодедово)» имени Михаила Ломоносова.
Обслуживает регулярные рейсы по России, также в Европу, Азию и Африку и является московским хабом глобального альянса Oneworld и в частности второй по величине пассажиропотока авиакомпании России — S7 Airlines. Входит в двадцатку самых загруженных аэропортов Европы.

## Общая информация
Аэропортовый комплекс включает в себя лётное поле, образованное двумя независимыми параллельными взлётно-посадочными полосами (ВПП-1 и ВПП-2). Они расположены в двух километрах друг от друга, что делает Домодедово единственным аэропортом Московского авиационного узла, способным одновременно производить на своих полосах операции по взлёту и посадке. Обе ВПП сертифицированы по категории ICAO CAT IIIА. Реконструкция ВПП-1 сделала Домодедово первым российским аэропортом, имеющим возможности принимать пассажирский лайнер Airbus A380.
Пассажирский терминал аэропорта Домодедово имеет сертификат «С» IATA и является первым в России, прошедшим сертификацию по международному стандарту качества ISO 9001:2000.
В 2022 году Домодедово, выбранный для полётов в Москву членами таких известных авиационных альянсов, как Star Alliance и Oneworld, обслужил 21,2 млн пассажиров. В сегменте международных перевозок пассажиропоток превысил показатель 2021 года на 25 % и составил более 6 млн путешественников.
Доля пассажиропотока аэропорта от общего объёма в Москве составляет 32,3 %. Рейсы из аэропорта Домодедово выполняют 30 авиакомпаний по более чем 80 направлениям для путешествий: 49 из них — по России, 22 — по странам ближнего зарубежья и 13 — по странам дальнего зарубежья. Среди уникальных для Московского авиационного узла направлений, по которым можно отправиться в путешествие только из аэропорта Домодедово: Благовещенск, Братск, Бугульма, Курган, Кызыл, Норильск, Сабетта, Тобольск, Чита, Куляб, Ленкорань, Навои, Нукус, Тамчы, Кутаиси, Аддис-Абеба, Бахрейн, Касабланка, Кувейт, Шарджа и Тель-Авив.
Аэровокзальный комплекс аэропорта Домодедово спроектирован в рамках архитектурной концепции UNDER ONE ROOF: единый терминал способствует увеличению трансферного потенциала аэропорта, созданию комфортных условий для пассажиров и повышению энергоэффективности.
Пассажиропоток аэропорта Домодедово за 61 год работы составил более 777 млн человек. Количество взлётно-посадочных операций, совершённых за 61 год в аэропорту Домодедово, превысило 7 млн.

## История
История аэропорта началась 13 ноября 1954 года, когда Совет министров СССР принял решение о строительстве второго московского аэропорта гражданского воздушного флота в районе деревни Елгозино Подольского района Московской области. С таким предложением выступило Главное управление гражданского воздушного флота при Совете Министров СССР.
21 декабря 1955 года Совет утвердил проектное задание. Через год одновременно с началом строительства вышел приказ № 9 начальника Главного управления ГВФ «О создании Дирекции строительства второго московского аэропорта и назначении директором т. Иванова И. П.». Первоначально проект именовался «Москва II» и был закреплён за Дирекцией как объект № 306.
Днём рождения аэропорта Домодедово считается 7 апреля 1962 года. В этот день вышел приказ начальника Главного управления гражданского воздушного флота № 200 «Об организации Московского аэропорта Домодедово», в тексте которого значилось: «Организовать в составе Московского управления транспортной авиации ГВФ аэропорт Домодедово и впредь именовать его московский аэропорт Домодедово».
После образования в 1963 году линейно-эксплуатационных ремонтных мастерских и выхода соответствующих приказов из аэропорта начали выполняться грузовые и почтовые рейсы на самолётах «Ту-104» и «Ил-18».
25 марта 1964 года из Домодедова вылетел первый пассажирский рейс самолётом «Ту-104» по маршруту Москва — Свердловск. 20 мая 1965 года состоялось открытие аэровокзального комплекса. Регулярные пассажирские рейсы начали выполняться в 1966 году.

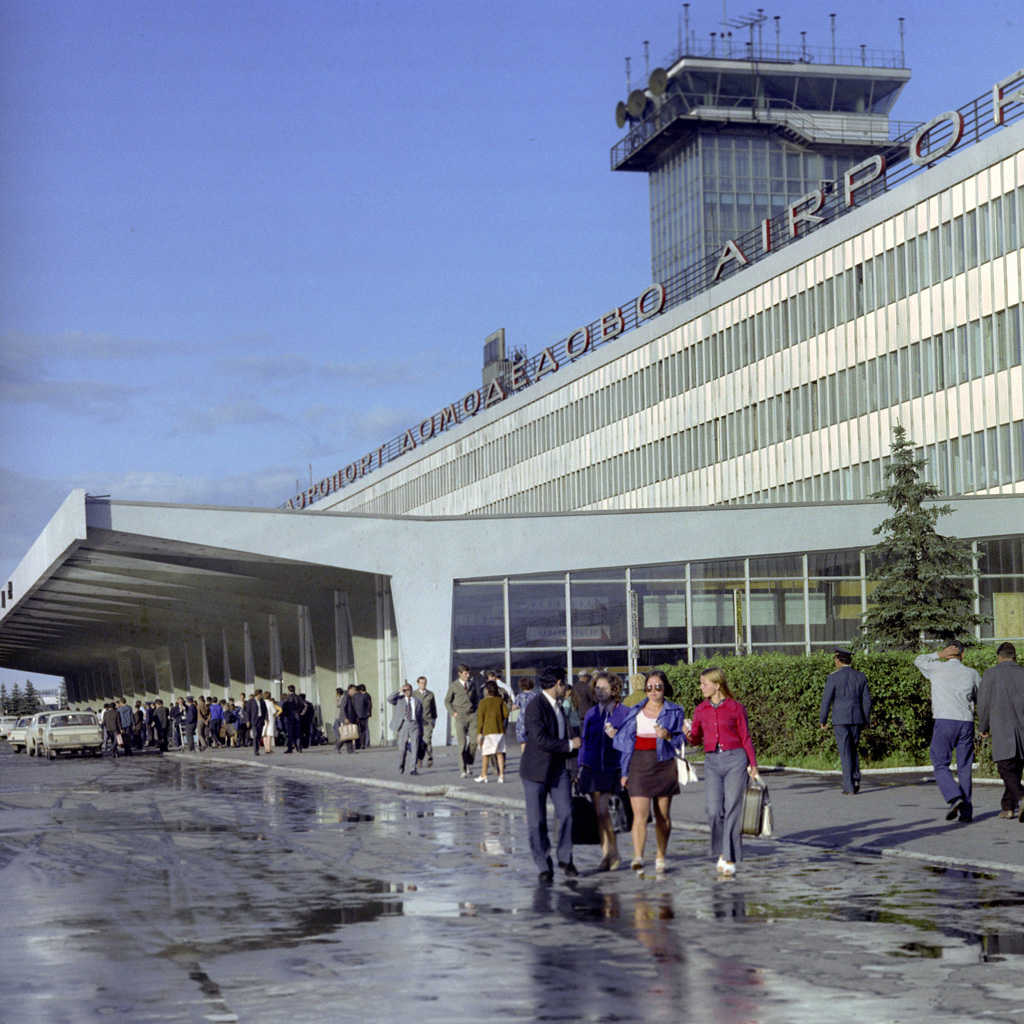
Аэропорт в 1974 году

Аэропорт, находящийся на юго-востоке Московской области, задумывался как узловой для дальнемагистральных полётов в Сибирь, на Дальний Восток и в Среднюю Азию, кроме того, аэропорт обслуживал среднемагистральные маршруты в Поволжье и на Урал. В Домодедове базировались самолёты семейств Ил и Ту.
С начала 1990-х годов аэропорт в результате приватизации перешёл под контроль частной туристической компании (впоследствии также авиакомпании) «Ист Лайн», созданной уральскими предпринимателями Антоном Баковым и Дмитрием Каменщиком. В 1992 году их усилиями аэропорт получил статус международного (распоряжение Правительства РФ от 13 июля 1992 г. N 1262-р Об открытии аэропорта Домодедово (Москва) для международных полётов). Баков вышел из бизнеса в 1994 году, Каменщик до сих пор возглавляет компанию.
В 1999 году началась реконструкция аэровокзального комплекса. Она проводилась в рамках Комплексной программы развития аэропорта до 2003 года, которая была утверждена Правительством Московской области и коллегией Федеральной авиационной службы РФ. В её рамках прошла практически полная реконструкция аэровокзального комплекса, который открылся в 2000 году. Деятельность аэропорта на время всего периода работ не прекращалась.
С 2004 по 2008 год проводилось расширение пассажирских терминалов. До 2013 года руководство московского аэропорта Домодедово планировало увеличить площадь аэровокзального комплекса до 500 000 м².
В 2011 году в рамках премии «World Airport Awards» аэропорт был признан лучшим в Восточной Европе.
В феврале 2011 года президент России Дмитрий Медведев потребовал установить личность владельца аэропорта, им оказался Дмитрий Каменщик.
К ЧМ-2018 в аэропорту готовилось несколько нововведений: открытие нового сегмента пассажирского терминала с атриумом и тремя панорамными лифтами, строительство новой многоярусной стоянки, строительство новой взлётно-посадочной полосы.
В 2019 году аэропорт открыл перед аэровокзалом шестиполосную автомобильную эстакаду с зоной посадки и высадки пассажиров, расположенной в 30 метрах от терминала. Это часть будущей двухуровневой развязки, которая разделит потоки автомобилей на «вылет» и «прилёт». Также был открыт заезд с эстакады на многоуровневую стоянку.
В сентябре 2019 году в аэропорту был расширен аэровокзал — открылся западный атриум в зоне прилёта внутренних воздушных линий. Общая площадь терминала выросла на 6,8 тыс. кв. м.
В 2021 году открылся новый терминал «Аэроэкспресса», соединённый пешеходной галереей со зданием аэровокзала.
Международный совет аэропортов (ACI World) назвал воздушную гавань лучшим аэропортом Европы с пассажиропотоком от 25 до 40 млн человек в 2020 году.
Аэропорт вошёл в рейтинг лучших работодателей России по версии Forbes.
В 2023 году в Московском аэропорту Домодедово был введён в эксплуатацию новый сегмент пассажирского терминала — Т2, который увеличил площадь воздушной гавани почти до 500 тыс. м2. Совокупная пропускная способность выросла до 60 млн пассажиров в год и 3100 вылетающих пассажиров в час. Новый сегмент включает 7 этажей общей площадью порядка 240 тыс. м2. В Т2 расположены бизнес-зал «Горизонт» размером 668 м2, комната матери и ребёнка Family Service вместимостью до 400 детей, а также современный медицинский центр DMEMED и другие пассажирские сервисы.
28 января 2025 года Генпрокуратура подала иск к структурам аэропорта и Дмитрию Каменщику с требованием взыскать в пользу государства 100 % долей ООО «ДМЕ холдинг», которому принадлежали операционные компании аэропорта. По версии ведомства, аэропорт оказался под иностранным контролем (Каменщик является резидентом Турции и ОАЭ, председатель наблюдательного совета Коган — резидент Израиля). 29 января суд арестовал имущество ГК «Домодедово». 1 февраля стало известно о переходе аэропорта под управление Росавиации.
17 июня 2025 года суд удовлетворил иск Генпрокуратуры о передаче непосредственно аэропорта и управляющей организации (ООО «ДМЕ Холдинг») в доход государства.

## Взлётно-посадочные полосы
В аэропорту Домодедово построены две взлётно-посадочные полосы с синтетическим и армобетонным покрытиями. Расстояние между их осями составляет два километра, что позволяет одновременно производить операции по взлёту и посадке.

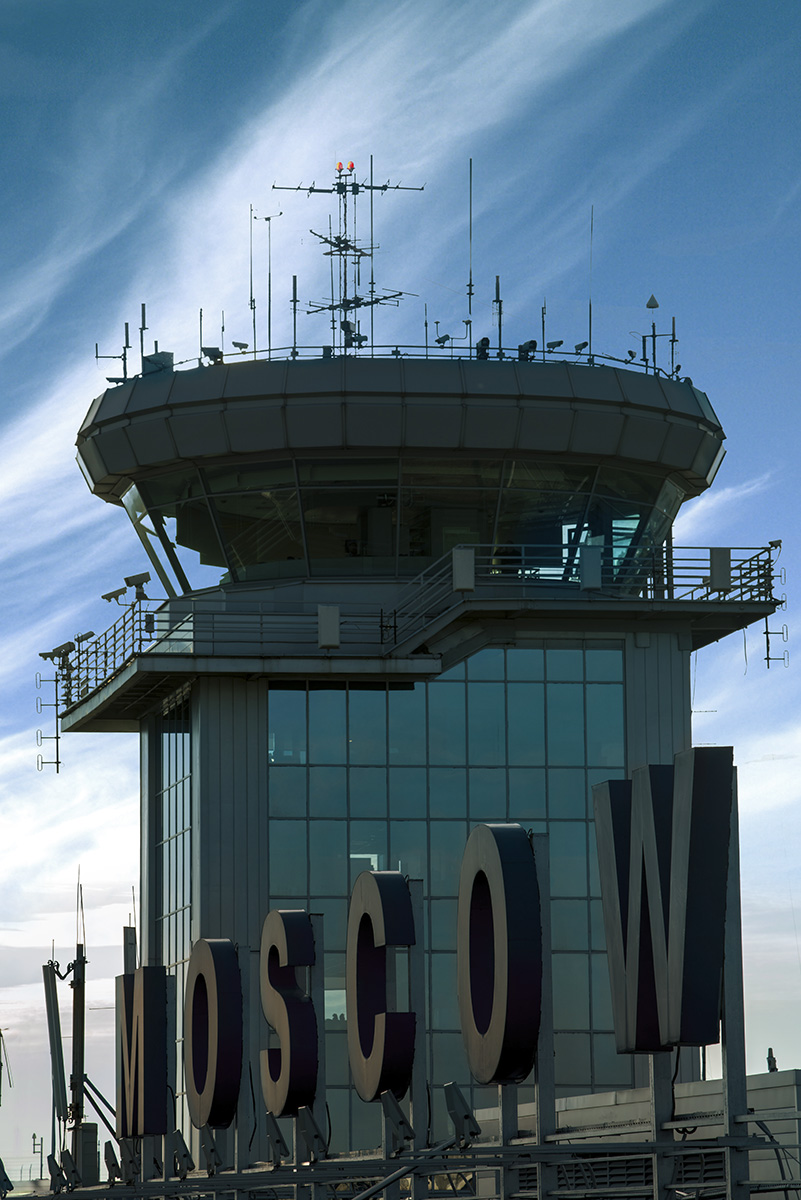
Командно-диспетчерский пункт

ВПП-1 длиной 3500 м была построена в 1962 году, а официально введена в эксплуатацию в 1964 году. Полоса дважды реконструировалась — в 1976 и 2007 году. Строительство ВПП-2 завершилось в 1968 году. Реконструировалась она лишь однажды — в 1981 году. Длина полосы — 3794 метра. Класс аэродрома — «Б».
Обе ВПП имеют Сертификат соответствия стандартам высшей категории ICAO — IIIА, что позволяет аэропорту принимать воздушные суда всех используемых типов (имеющие бортовое оборудование инструментальной посадки) при горизонтальной видимости не менее 200 метров и высоте принятия решения (ВПР) не менее 30 метров. Пропускная способность полос, имеющих сертификат по этой категории, 20 и 60 воздушных судов в час при простых метеоусловиях (при сложных 7 и 12).
Текущая ВПП-2 будет реконструирована в магистральную рулёжную дорожку после ввода в эксплуатацию новой ВПП-2.

### Обсуждение строительства новой взлётно-посадочной полосы
В сентябре 2010 года в распоряжение ряда СМИ попал протокол совещания под председательством Владимира Путина, согласно которому Минтрансу, Минэкономразвития и Минфину России было поручено «обеспечить финансирование и развитие московского авиатранспортного узла с учётом реконструкции существующих взлётно-посадочных полос в аэропортах Внуково и Домодедово и строительства третьей ВПП в аэропорту Шереметьево». В конце октября 2010 года министр транспорта Игорь Левитин рассказал информационному агентству РИА Новости, что Министерство транспорта и аэропорт Домодедово ведут переговоры о строительстве третьей полосы. После этого заявления полемика в СМИ о том, где целесообразно строить ВПП-3, возобновилась с новой силой.
По просьбе руководства Комитета по транспорту Государственной Думы РФ группа компаний «Прогресстех» подготовила независимый отчёт о состоянии Московского авиационного узла, в котором оценивает строительство новой ВПП в Домодедове в 20 млрд рублей. Это связано с тем, что территории под строительство новых полос были зарезервированы руководством Домодедова ещё в 2005 году, и их площадь позволяет построить до 10 новых ВПП.

### Строительство новой взлётно-посадочной полосы

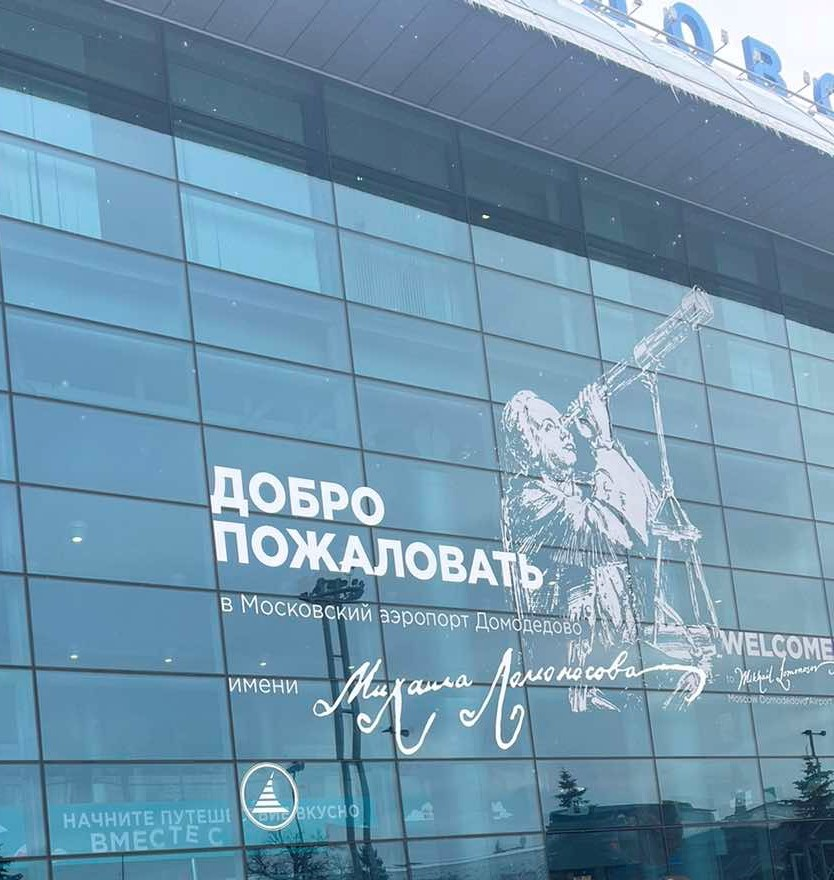
Имя Михаила Ломоносова на фасаде здания аэропорта «Домодедово»

В связи с ростом пассажиропотока и необходимостью реконструкции второй ВПП руководство аэропорта подняло вопрос о необходимости строительства третьей взлётно-посадочной полосы. ВПП-2, построенная в 1968 году, по информации представителей аэропорта Домодедово, может эксплуатироваться до 2014 года, после чего её необходимо закрывать на реконструкцию.
Несмотря на то, что Домодедово — частный аэропорт, его управляющая компания не может самостоятельно принять решение о строительстве новой ВПП. Причина заключается в том, что территория аэродрома, к которой относятся взлётно-посадочные полосы, не может быть по закону отдана в частные руки и принадлежит государству.
В 2014 году Росавиацией принято решение о строительстве новой ВПП длиной 3 800 м в аэропорту Домодедово. Она расположится на расстоянии 287,5 м северо-восточнее нынешней ВПП-2 (параллельно ей). Во время строительства действующая ВПП-2 продолжит работать, что позволит сохранить пропускную способность аэропорта. После окончания строительства новая ВПП получит обозначение ВПП-2, а бывшая ВПП-2 будет переоборудована в магистральную рулёжную дорожку. Контракт на строительство получило СУ-1 МДС-Групп, стоимость новой ВПП и перронов составила 15 млрд рублей.
Сдать в эксплуатацию новую взлётно-посадочную полосу планировалось к старту чемпионата мира по футболу в 2018 году, однако сроки постоянно переносились. В итоге из-за банкротства подрядчика и нарушения им сроков выполнения работ контракт между аэропортом и СУ-1 был расторгнут в декабре 2018 года. Как заявил представитель Росавиации, в течение 2019 года будет объявлен конкурс и выбран новый подрядчик. В августе 2019 года правительство России выделило на реконструкцию аэродромной инфраструктуры Домодедово 620 млн руб. из Резервного фонда. 300 млн руб. из этой суммы пойдут на завершение строительства искусственных покрытий новой ВПП, 250 млн руб. будут направлены на завершение строительства мест стоянки воздушных судов МС 25 и МС 26 у нового пассажирского терминала аэропорта, ещё 70 млн руб.— на завершение строительства очистных сооружений. На завершение текущих строительных проектов аэродромных объектов Домодедово Росавиация запросила у Минфина 11,4 млрд рублей.

### Дальнейшее строительство взлётно-посадочных полос
Домодедово предлагает к 2040 году построить дополнительно ещё шесть ВПП, чтобы создать хаб для транзитных авиаперевозок между Европой и Азией. Земли, запланированные под проект, принадлежат группе DME или находятся в федеральной собственности, расположены вне населённых пунктов и свободны от застройки.

### Концессия на аэродром
6 июля 2023 года на открытии нового сегмента Терминала Т2 директор «Домодедово» Андрей Павлов объявил о намерении взять аэродромную инфраструктуру под управление аэропорта. Концессионное соглашение с правительством планируется подписать до конца года. После этого аэропорт возьмёт на себя содержание аэродрома, капитальный ремонт и новое строительство.

## Аэровокзальный комплекс

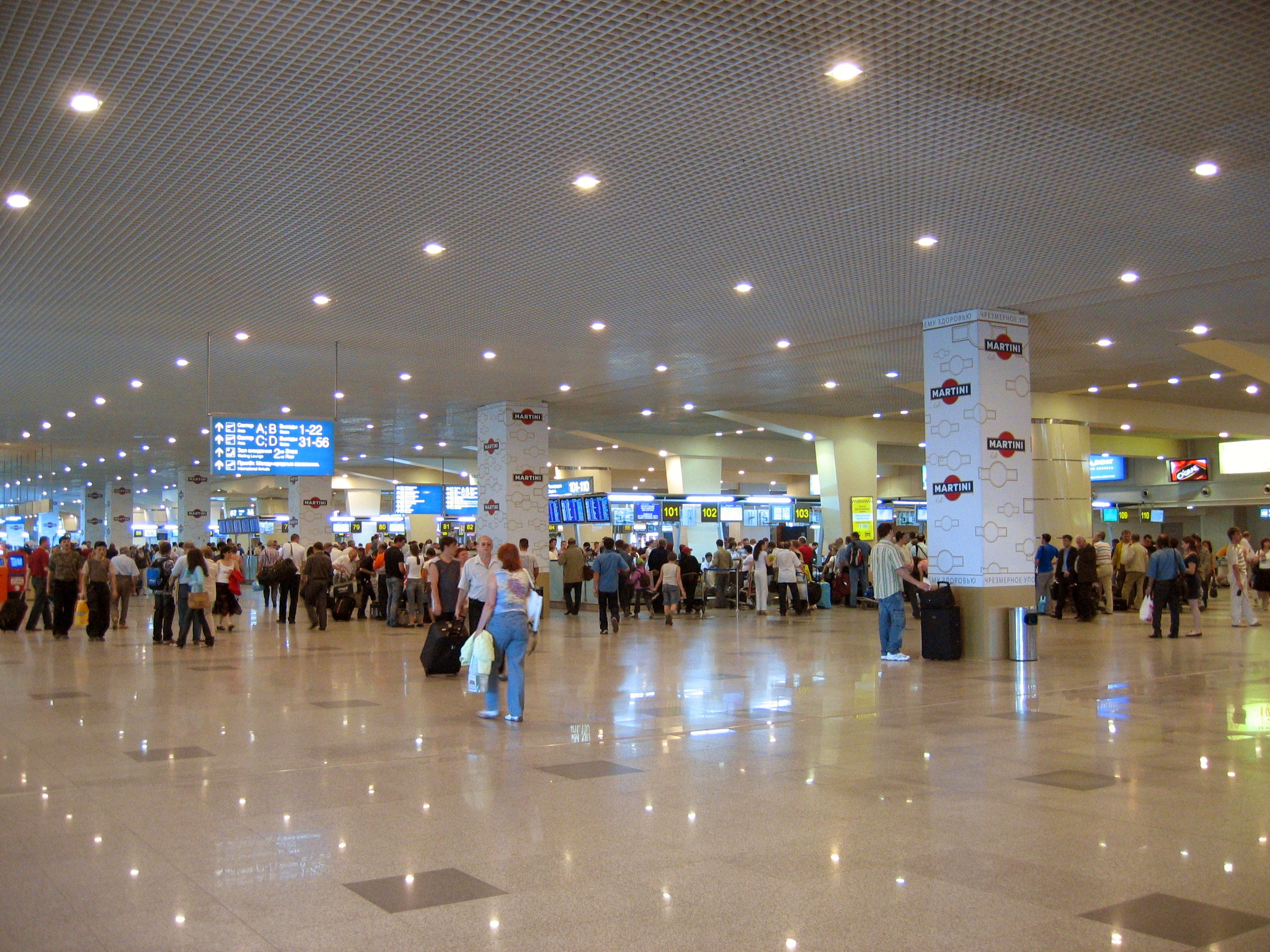
Вестибюль и регистрационные стойки

Нынешнее здание аэровокзального комплекса (АВК) — или пассажирский терминал — аэропорта Домодедово имеет площадь 500 тыс. м². На первом этаже располагаются острова регистрации, магазины, точки питания, зал ожидания, вылеты и прилёты внутренних и международных линий.
В аэропорту Домодедово действует островная система регистрации: в АВК располагаются четыре острова по 24 секции и два острова по 22 секции и ещё четыре секции для регистрации негабаритного багажа. Они систематизированы в соответствии с авиакомпаниями, выполняющими рейсы. Острова регистрации и на внутренние, и на международные рейсы расположены под одной крышей в соответствии с трансферными технологиями, рекомендованными ICAO и IATA. Это сделано для облегчения маршрута следования трансферных пассажиров. Кроме того, есть 13 секций для регистрации трансферных пассажиров: семь в зоне международных линий, шесть — в зоне прилёта внутренних рейсов.
На втором этаже общей зоны аэровокзального комплекса, на который ведут эскалаторы или лифты, можно посетить различные магазины, кафе и рестораны, отделения банков. Там же находится миграционная служба.
В общей зоне прилёта внутренних линий (ВВЛ) на первом этаже расположены выдача багажа, медпункт, отделение полиции, выход на посадку на «Аэроэкспресс». В стерильной или чистой зоне вылета внутренних авиалиний на обоих этажах расположены туалеты, бизнес-залы, магазины и точки питания (в том числе сетевые).
Зона прилёта международных воздушных линий (МВЛ) находится на −2 этаже в новом сегменте пассажирского терминала (Т2). На первом этаже расположена зона регистрации: три острова по 28 секций и четыре стойки приёма негабаритного багажа. На втором этаже размещён пункт пропуска (таможенный и пограничный контроль). В стерильной зоне находятся многочисленные кафе, рестораны, магазины беспошлинной торговли, бизнес-зал.

### Специальные сервисы аэропорта в пассажирском терминале

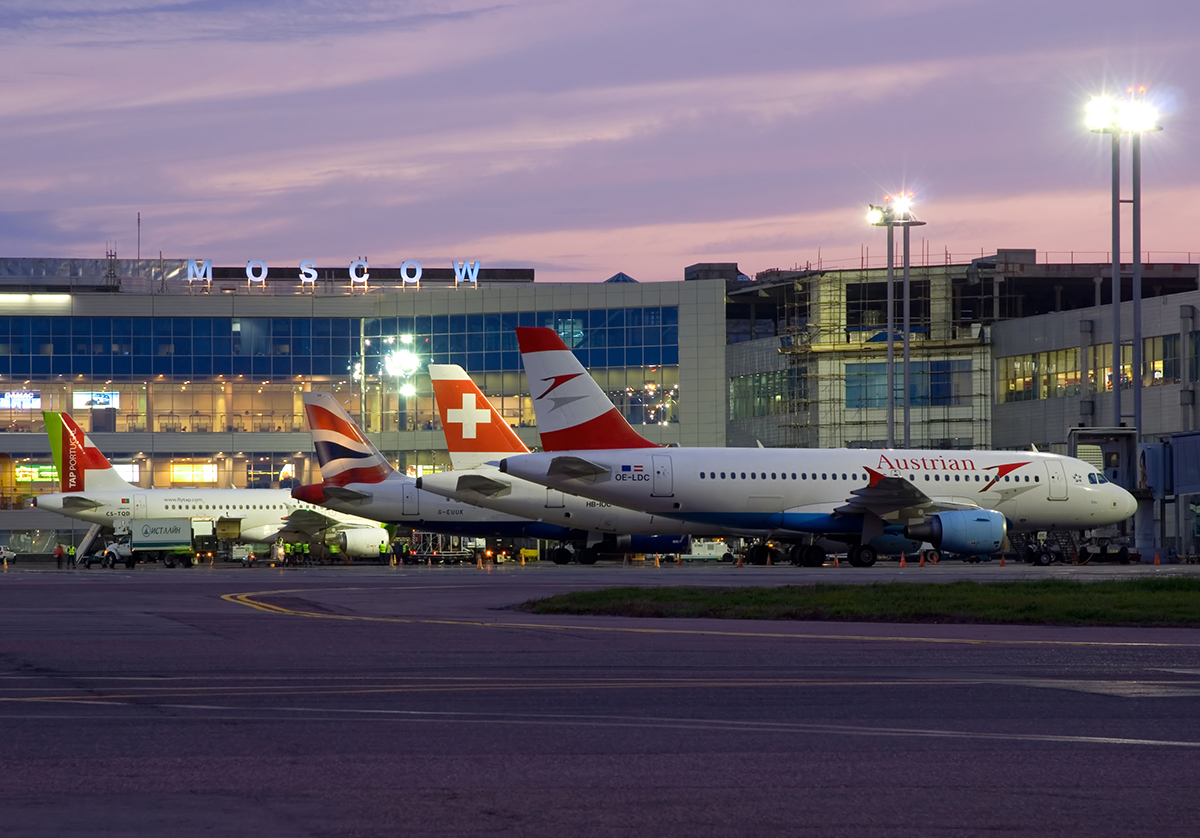
Перрон международного сектора

На АВК работает круглосуточная бесплатная комната матери и ребёнка, рассчитанная на детей до восьми лет и на детей-инвалидов до 14 лет. В комнате есть условия для игр, кормления и сна ребёнка, есть кроватки для малышей и радионяни. Летом 2019 года аэропорт предложил новый бесплатный сервис для пассажиров с детьми — предоставление детских колясок.
В Домодедове есть и залы отправления религиозных обрядов. В 2001 году была открыта православная часовня во имя Архангела Михаила, а в 2002 — мечеть «Сафар». В 2016 году в восточной части аэропорта появилась синагога.
Для пассажиров с ограниченными возможностями разработаны особые условия обслуживания. Например, вращающиеся двери в аэропорт снабжены специальной кнопкой на уровне сидящего человека. При нажатии на неё скорость вращения замедляется, что облегчает доступ в здание АВК. Лифты, ведущие на второй этаж, оборудованы выходами по обе стороны, а входы в магазины и точки питания имеют достаточную ширину для проезда кресла. Есть пандусы и специализированные туалеты. Службы аэропорта по предварительному заявлению пассажира и авиакомпании могут обеспечить сопровождение пассажира до борта самолёта, оказав ему помощь в прохождении контроля.

### Реконструкция пассажирского терминала

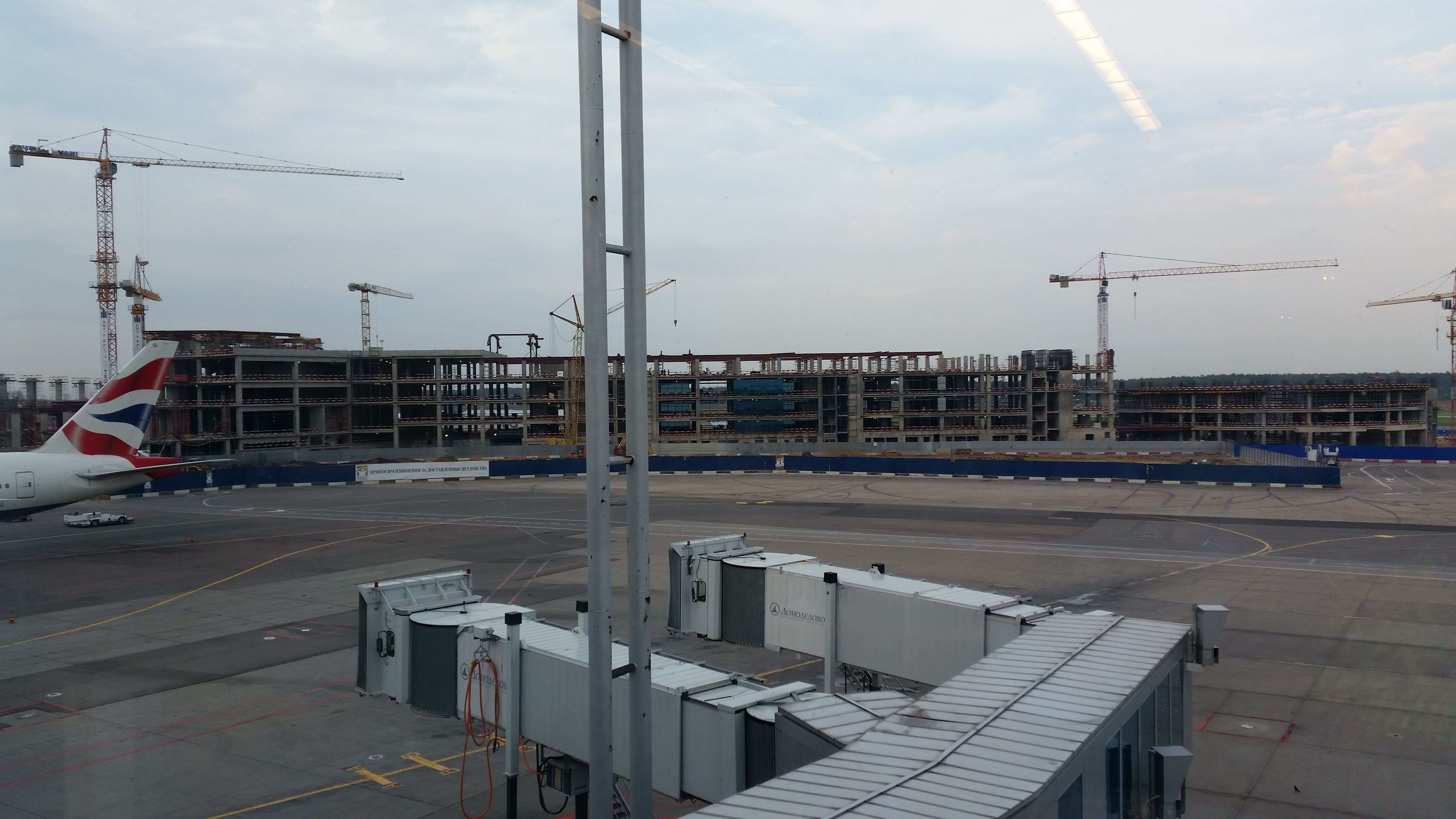
Строительство терминала «Т2», 2016 год. После завершения строительства пропускная способность аэропорта увеличится до 45 млн пассажиров в год

Здание аэровокзального комплекса в нынешнем виде открылось в 2000 году. Но его реконструкция на этом этапе не закончилась. В 2003 году руководство управляющей компании заявило о намерении построить ещё три пассажирских терминала, которые станут продолжением существующего без изменения концепции under-one-roof.
В 2010 году пресс-служба аэропорта сообщила о дальнейшем расширении терминала, площадь которого должна достигнуть почти 500 000 м².
В июне 2018 года новый международный сегмент терминала Т2 аэропорта принял первых пассажиров. При этом продолжается строительство притерминальной развязки и аэродромной инфраструктуры. В феврале 2019 года перед АВК открылась автомобильная эстакада с зоной посадки и высадки пассажиров, расположенной в 30 метрах от терминала. Это часть будущей двухуровневой развязки, которая позволит разделить потоки автомобилей на «вылет» и «прилёт».
В сентябре 2019 года в сегменте терминала Т1 открылся западный атриум для пассажиров, прилетающих внутренними рейсами. Он является зеркальным отражением восточного атриума, открытого в зоне международного прилёта в 2015 году.
Аэровокзальный комплекс аэропорта Домодедово развивается в рамках концепции Under One Roof, что удобно для пассажиров и позволяет минимизировать временные потери при трансфере между внутренними и международными рейсами.
В июне 2018 года в непосредственной близости от терминала аэропорта Домодедово открылась первая очередь многоярусного паркинга на 1,5 тыс. машиномест. Количество уровней — девять. Многоярусный паркинг соединён с терминалом пешеходной галереей.
6 июля 2023 года в Домодедово открылся новый сегмент международного терминала Т2. Семиэтажный комплекс площадью 240 тысяч м². обладает пропускной способностью более трёх тысяч пассажиров в час.

## Современные технологии обслуживания в аэропорту Домодедово

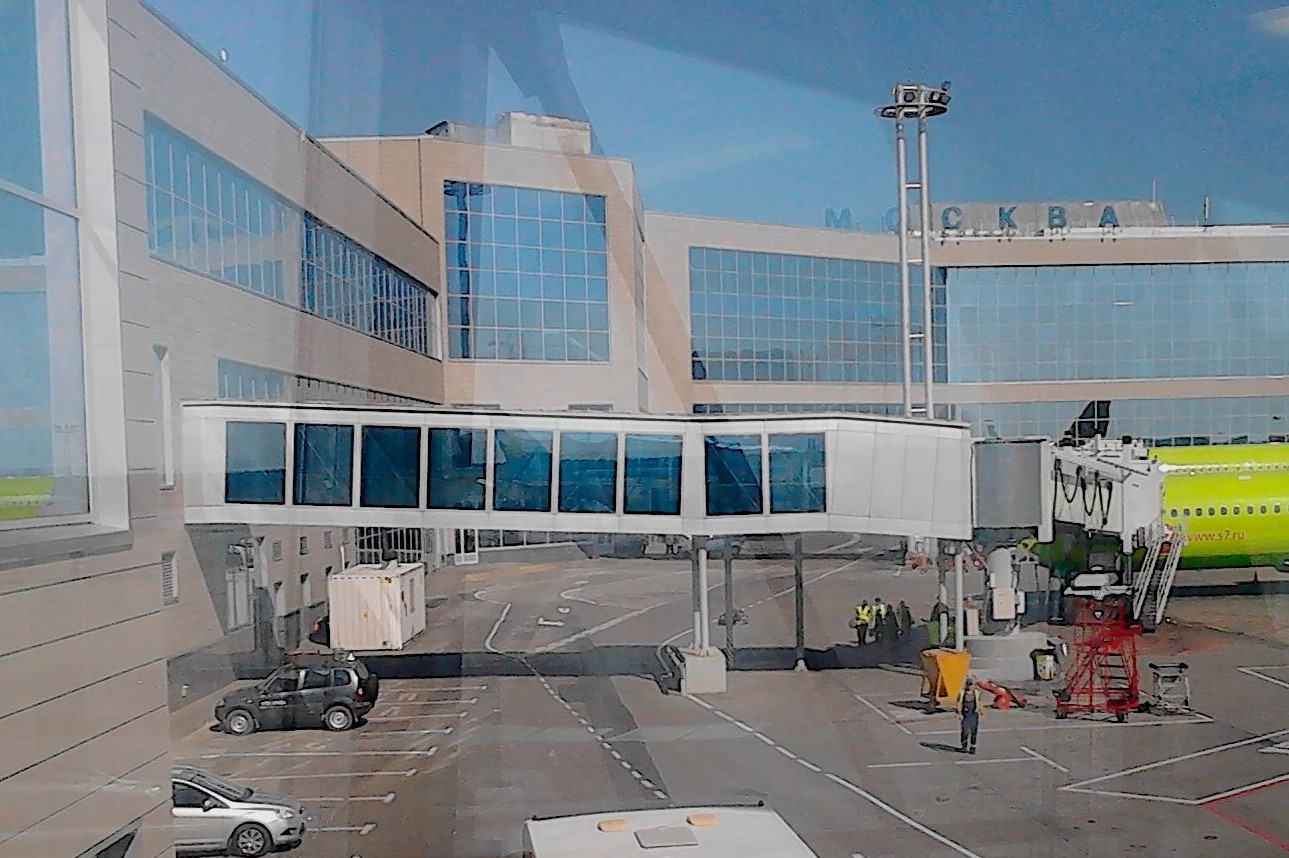
Телескопический посадочный трап. Аэропорт Домодедово

В 2007 году в Домодедове была установлена система автоматических объявлений. Она работает на основе алгоритмов объединения звуковых фрагментов. Каждое объявление подаётся системой на трёх языках: русском, английском и национальном языке направления прилёта или вылета. В Домодедове автоматически зачитываются объявления на более чем 20 национальных языках, в том числе на русском, английском, азербайджанском, армянском, арабском, вьетнамском, иврите, испанском, итальянском, киргизском, немецком, португальском, тайском, турецком, узбекском, украинском, французском, хинди, японском и других национальных языках стран отправления и прибытия рейсов. Система позволяет организовать вещание на неограниченном количестве языков. Дикторы аэропорта самостоятельно зачитывают лишь специальные объявления, например, в том случае, если пассажира просят куда-нибудь подойти. Автоматическая система сортировки багажа работает в Домодедове с 2008 г. Помимо сортировки, она выполняет многоуровневый контроль багажа и обеспечивает максимальную степень обнаружения в нём запрещённых к провозу веществ.
С 2001 года аэропорт Домодедово подключён к системе World Tracer, разработанной совместно компанией SITA и ИАТА. Она позволяет отслеживать статус багажа, даже если он был отправлен по неверному направлению.

На багаж, не востребованный пассажирами, в World Tracer заполняется стандартный файл, в котором багаж, а также все обстоятельства его обнаружения подробно описываются. В это же время в другом аэропорту пассажир, не получивший этот чемодан, составляет на него заявку, указывая рейс, дату, цвет багажа, отличительные признаки. В автоматическом режиме система сразу начинает поиск: сравнивает файлы на найденный и потерянный багаж. В первую очередь определяется совпадение по номерам багажных бирок. В случае их отсутствия система сравнивает такие параметры, как информация о владельце багажа на именной бирке, цвет чемодана и надписи на нём, в те аэропорты, которые создали эти файлы, поступает сообщение. Специалист группы розыска багажа его обрабатывает и определяет, об искомом ли чемодане идёт речь или просто о похожем. И так пока багаж не найдётся.— Виктория Головкина. Что делать, если ваш багаж потеряли. Strana.ru (8 января 2011). Дата обращения: 7 декабря 2010..
Кроме этого пассажиры, вылетающие из Московского аэропорта Домодедово, могут воспользоваться услугами саморегистрации как в пассажирском терминале, так и с помощью интернета и мобильного телефона. В самом Домодедове установлены киоски саморегистрации CUSS (Common Use Self Service), через которые пассажир может получить свой посадочный талон, не ожидая очереди на стойке регистрации, где работает агент, оставить багаж на специальной стойке авиакомпании (Drop Off) и пройти на посадку.
Используется и технология Reprint, благодаря которой пассажиры без багажа могут зарегистрироваться на рейс через мобильный телефон. Терминал Reprint, считывая данные 2D-штрихкода с мобильного телефона пассажира, печатает посадочный талон, который затем предъявляется при прохождении линии авиационной безопасности. Это позволяет регистрироваться на рейс заранее или по дороге в аэропорт, тем самым уменьшая временные затраты пассажиров на регистрацию.
Аэропорт Домодедово первым в России внедрил турникеты с технологией eGate, которые позволяют пассажирам пройти контроль при входе в зону вылета или при посадке на борт самолёта, приложив QR-код посадочного талона к сканеру.
В аэропорту работает система Passenger Access Control (PAC), которая с помощью штрих-кода на посадочном талоне автоматически определяет сектор вылета, проверяет статус рейса и через турникеты пропускает пассажира в галерею вылета. Благодаря PAC, стало возможным оперативно определить местонахождение пассажира в зоне вылета и ускорить поиск опаздывающих пассажиров, что снижет вероятность задержки рейса. Все считывающие устройства в DME распознают штрих-код с мобильных устройств.

## Авиакомпании и направления
В советское время аэропорт использовался исключительно для внутренних рейсов, а в 1992 году получил статус международного. В 2018 году на внутрироссийских рейсах было обслужено 16,1 млн чел., на международных авиарейсах — 13,3 млн чел. Партнёрами аэропорта Домодедово являются 30 авиакомпаний: 11 зарубежных, 10 российских и 8 авиаперевозчиков стран СНГ. На 2023 год в аэропорту Домодедово 90 направлений, 9 из которых уникальны для МАУ.
«S7 Airlines» и «Уральские авиалинии» — крупнейшие авиакомпании, использующие Домодедово как узловой аэропорт.

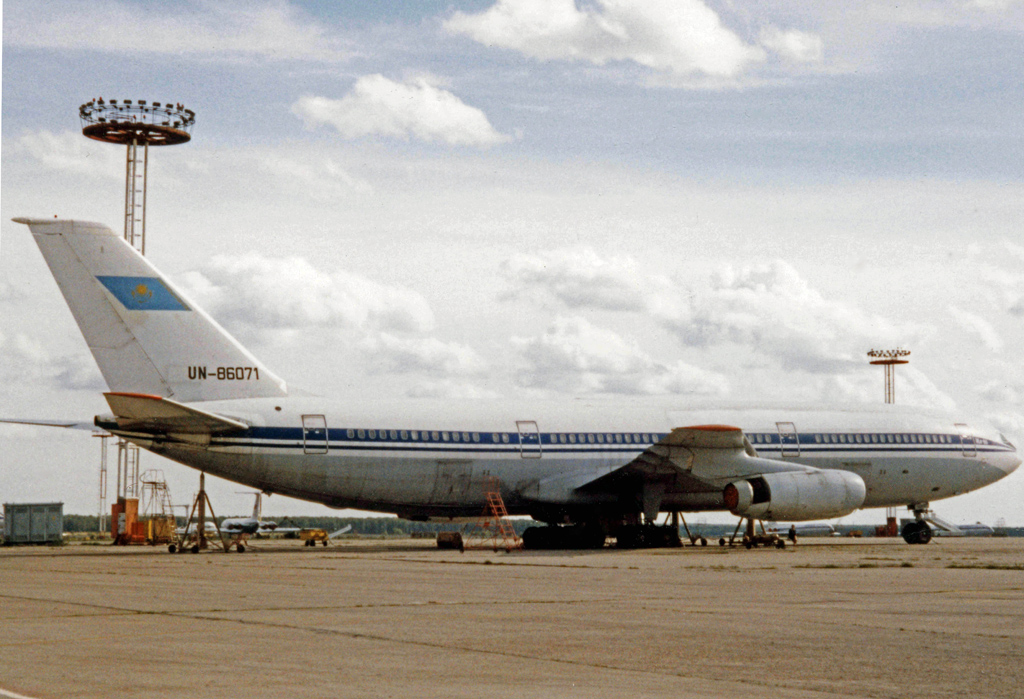
Ил-86 авиакомпании Kazakhstan Airlines в аэропорту Домодедово, 1994
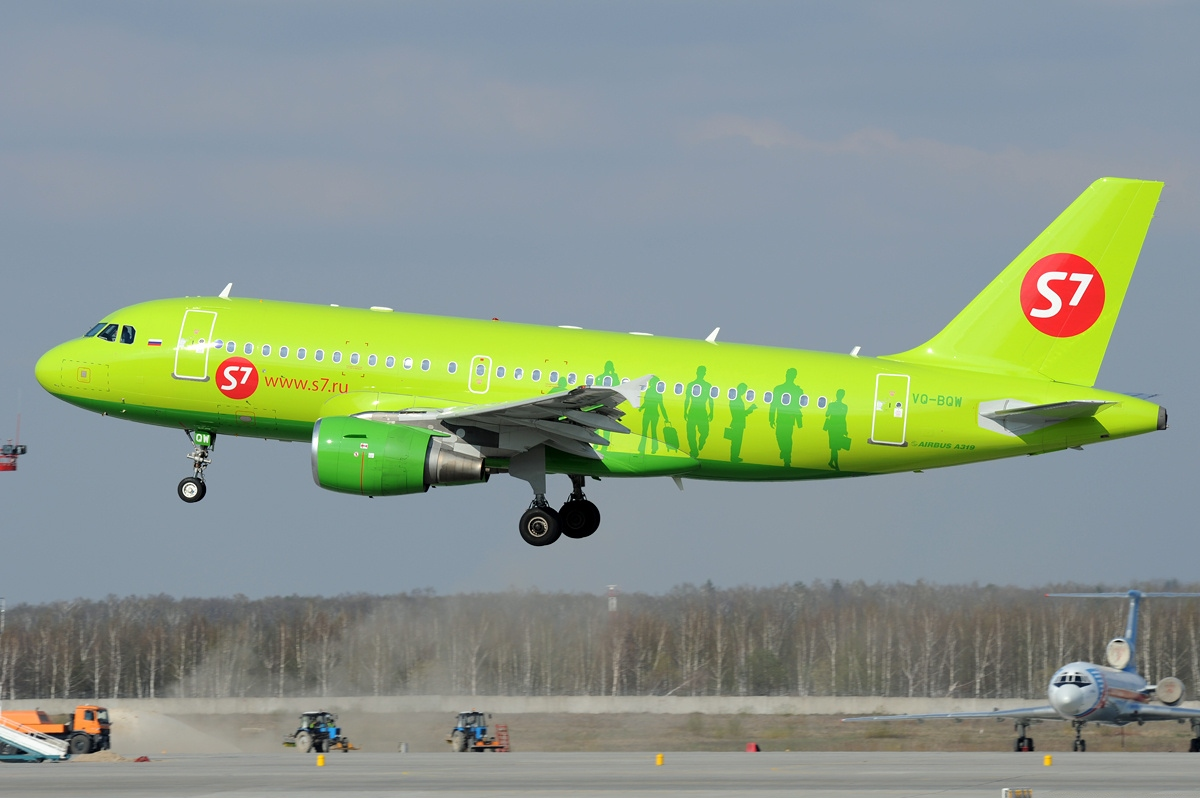
Airbus A319-100 авиакомпании S7 Airlines вылетает из Домодедова
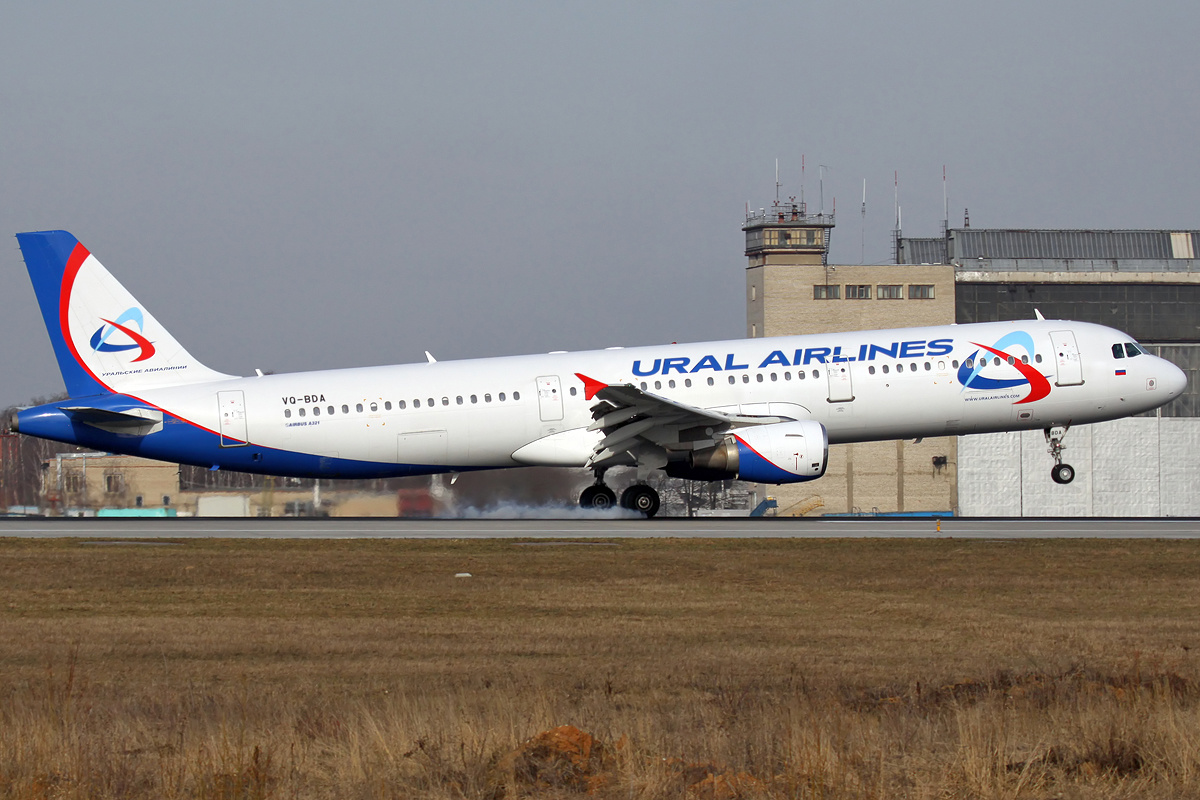
Airbus A321-200 «Уральских авиалиний в аэропорту Домодедово
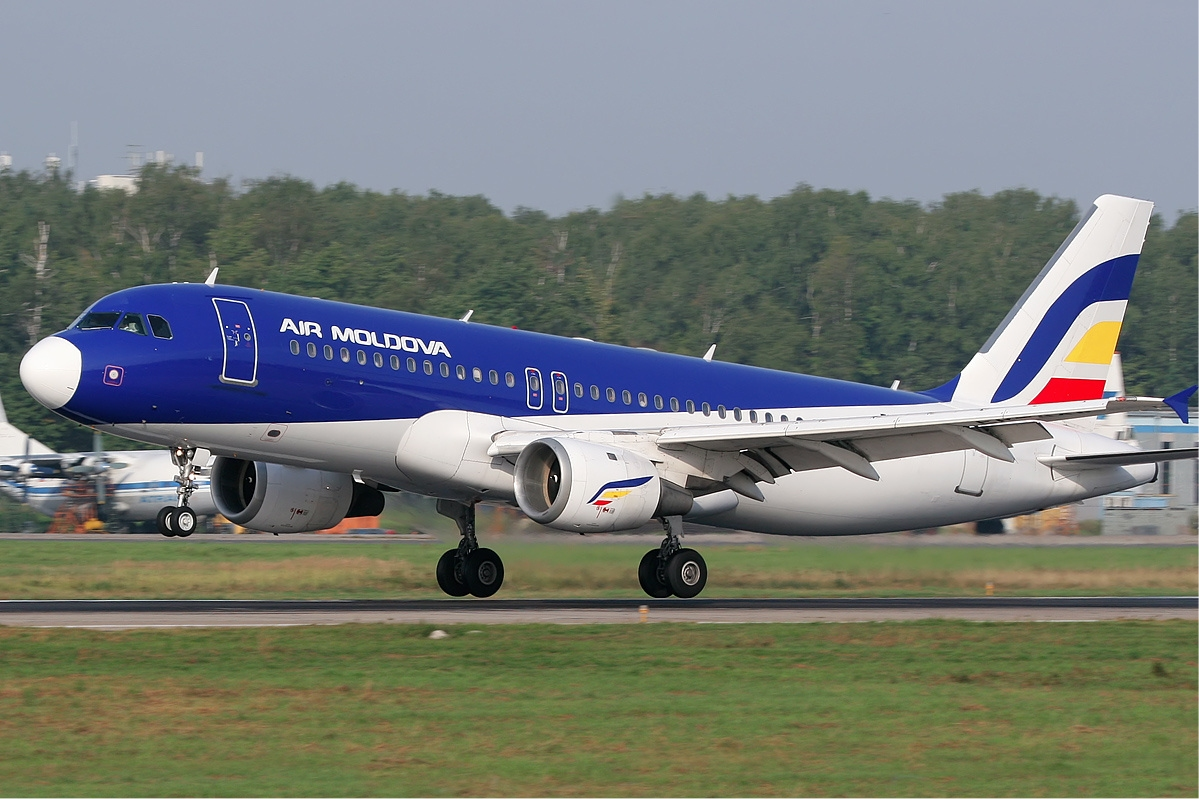
Airbus A320 авиакомпании Air Moldova в аэропорту Домодедово
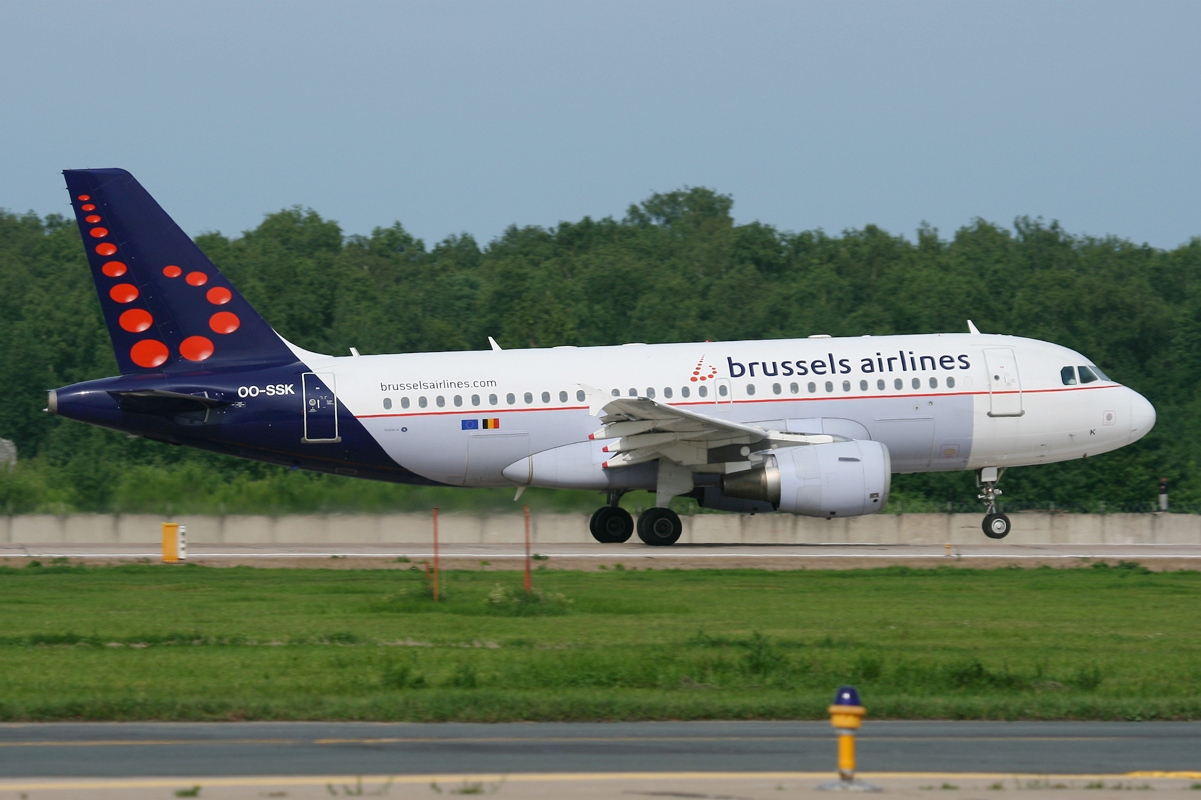
Airbus A319 авиакомпании Brussels Airlines в аэропорту Домодедово
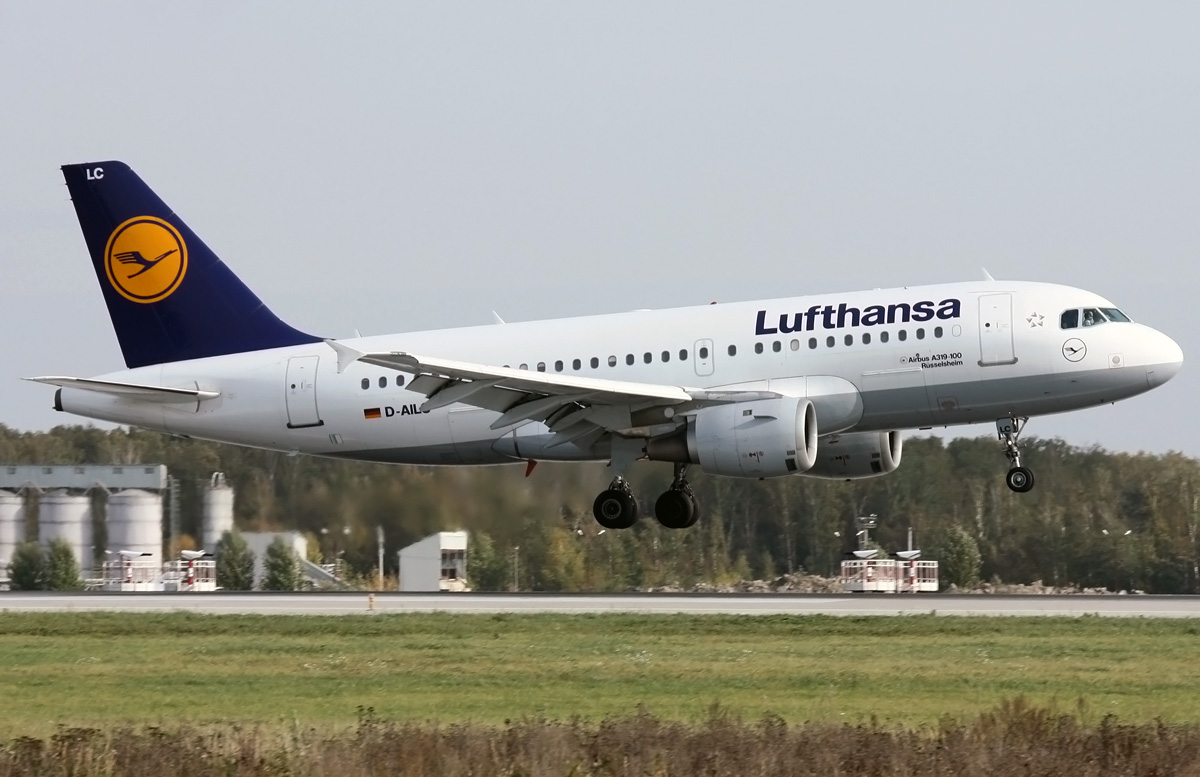
Airbus A319 авиакомпании Lufthansa в аэропорту Домодедово
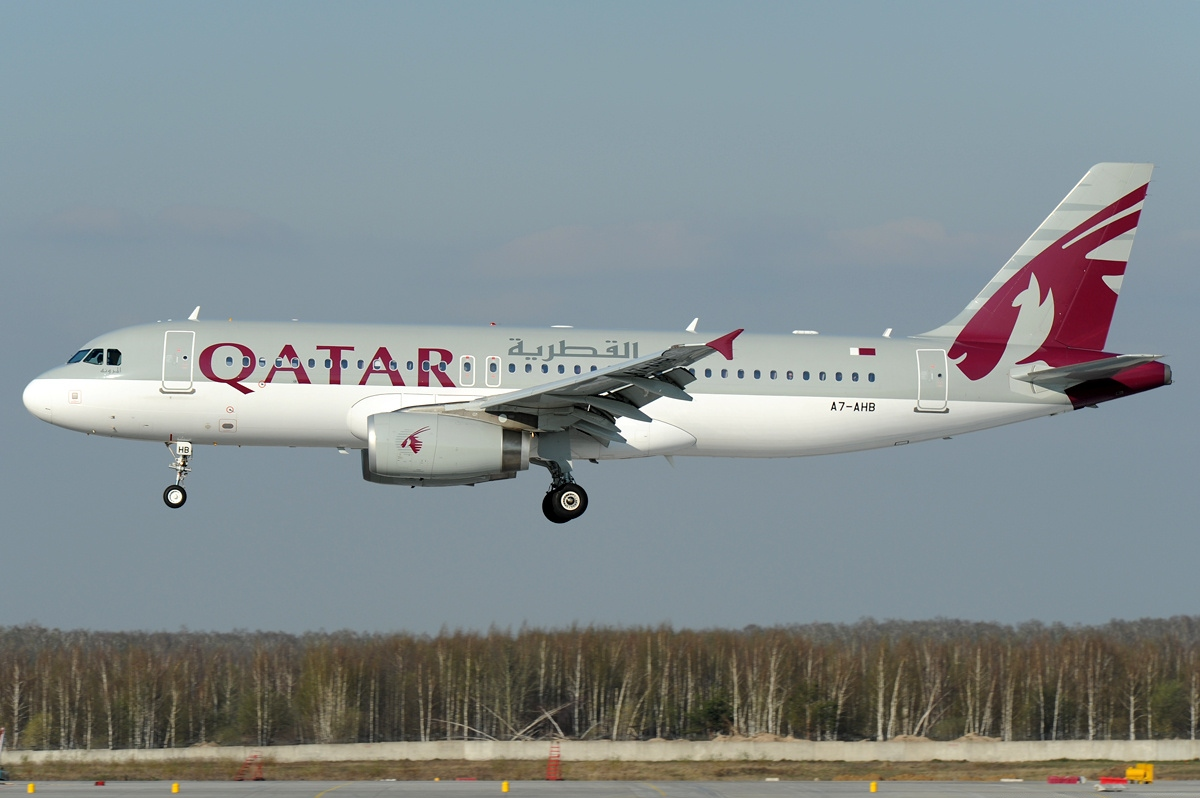
Airbus A320 авиакомпании Qatar Airways заходит на посадку в Домодедове
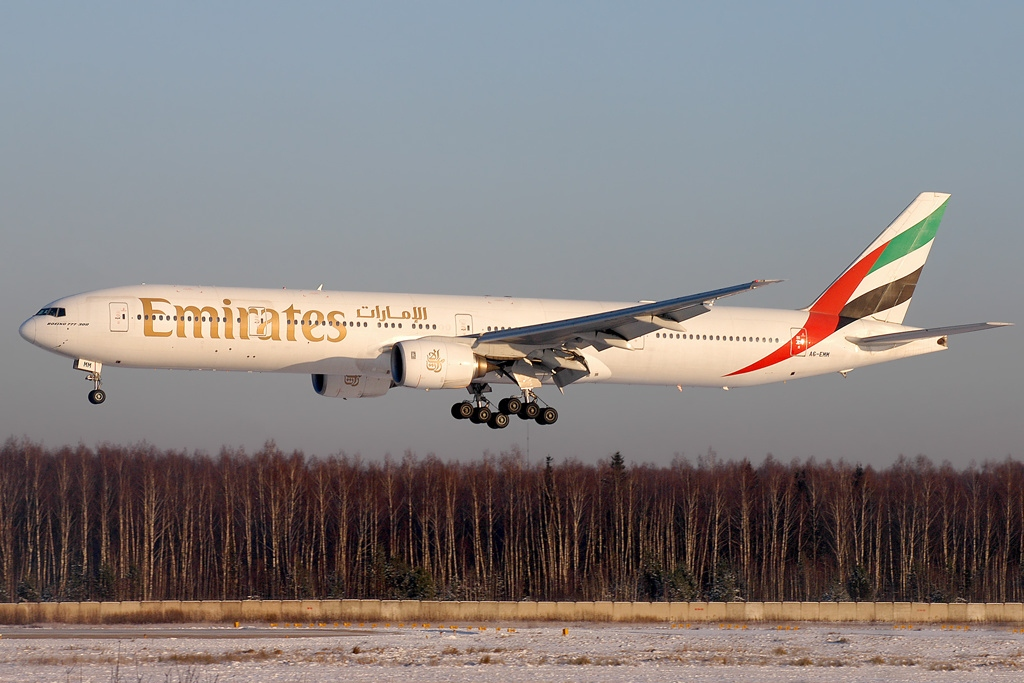
Boeing 777-300 авиакомпании Emirates в аэропорту Домодедово
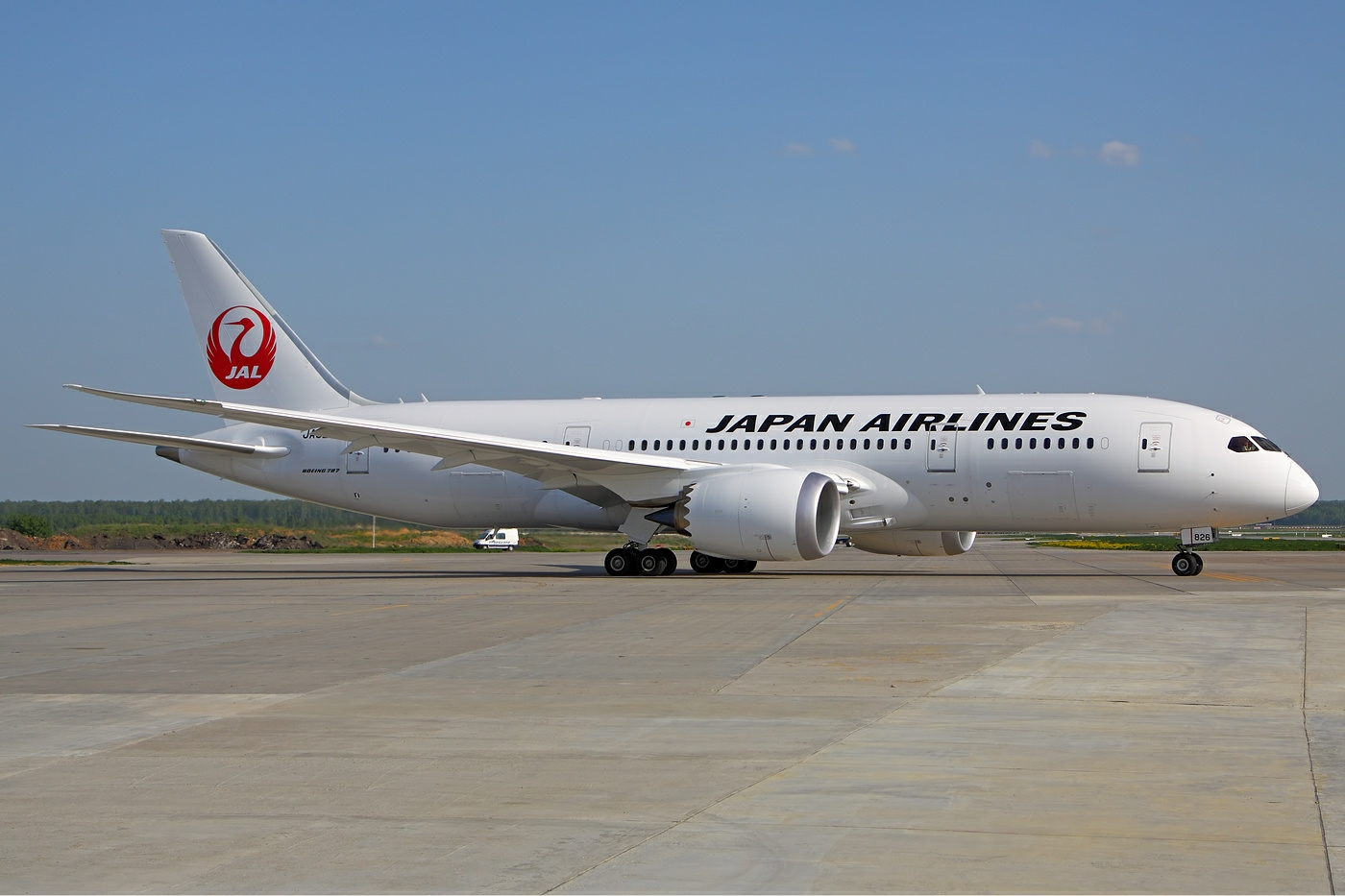
Boeing 787 авиакомпании Japan Airlines на перроне в аэропорту Домодедово
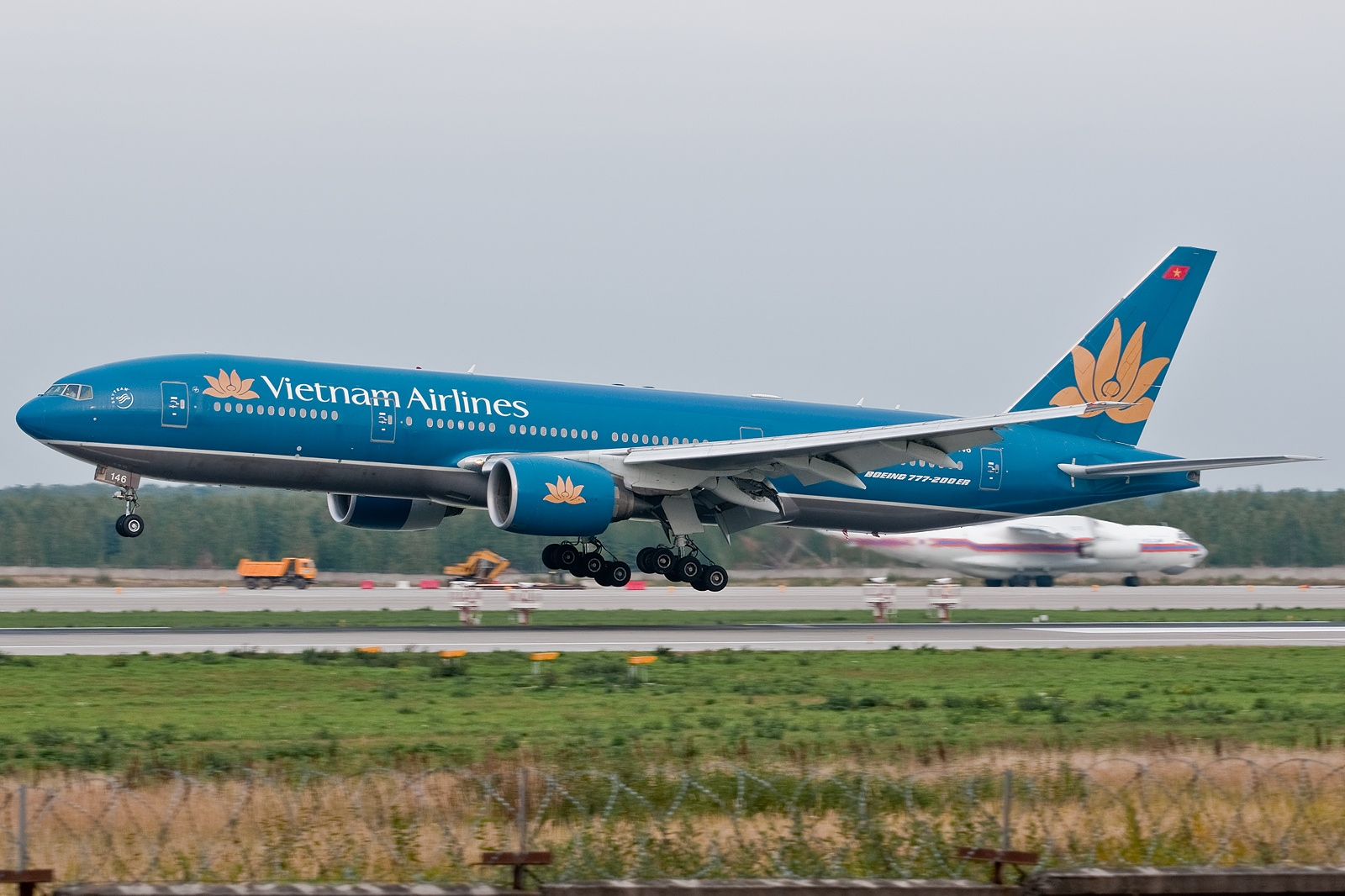
Boeing 777-200 авиакомпании Vietnam Airlines в аэропорту Домодедово
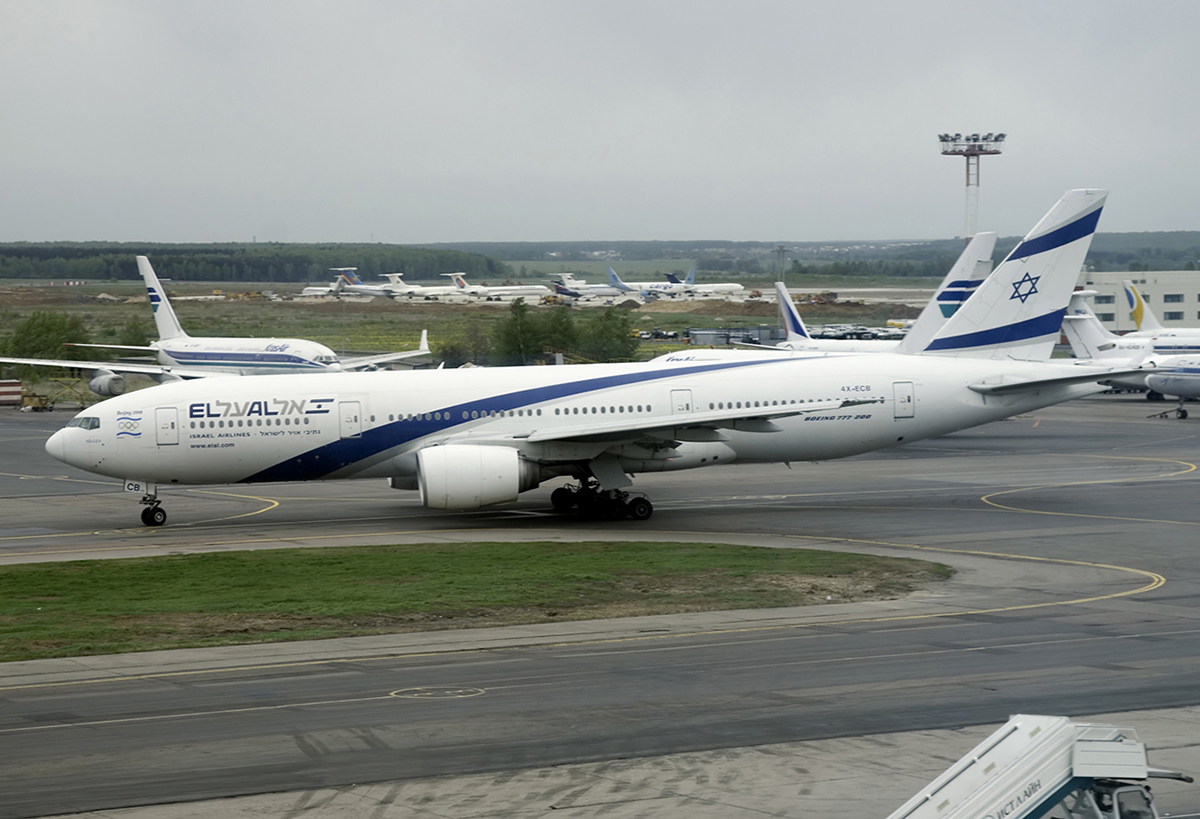
Boeing 777-200 авиакомпании El Al в аэропорту Домодедово
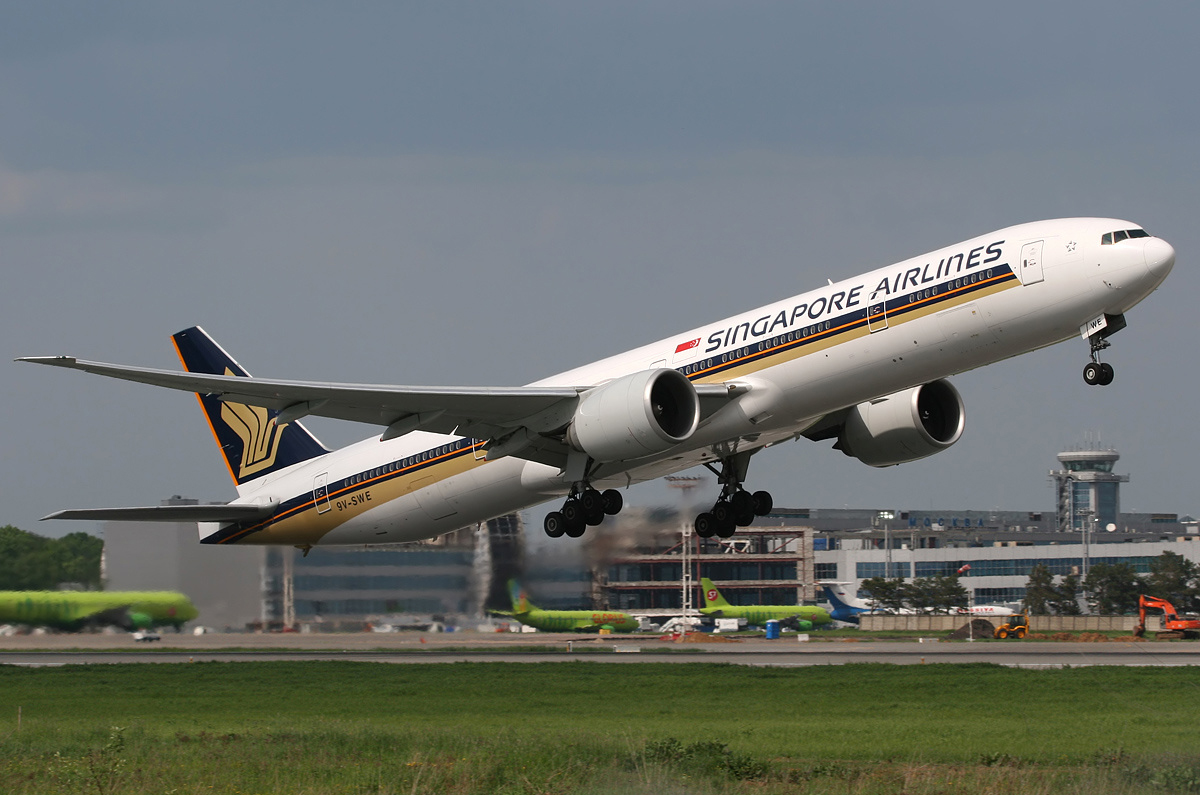
Boeing 777-300 авиакомпании Singapore Airlines вылетает из аэропорта Домодедово
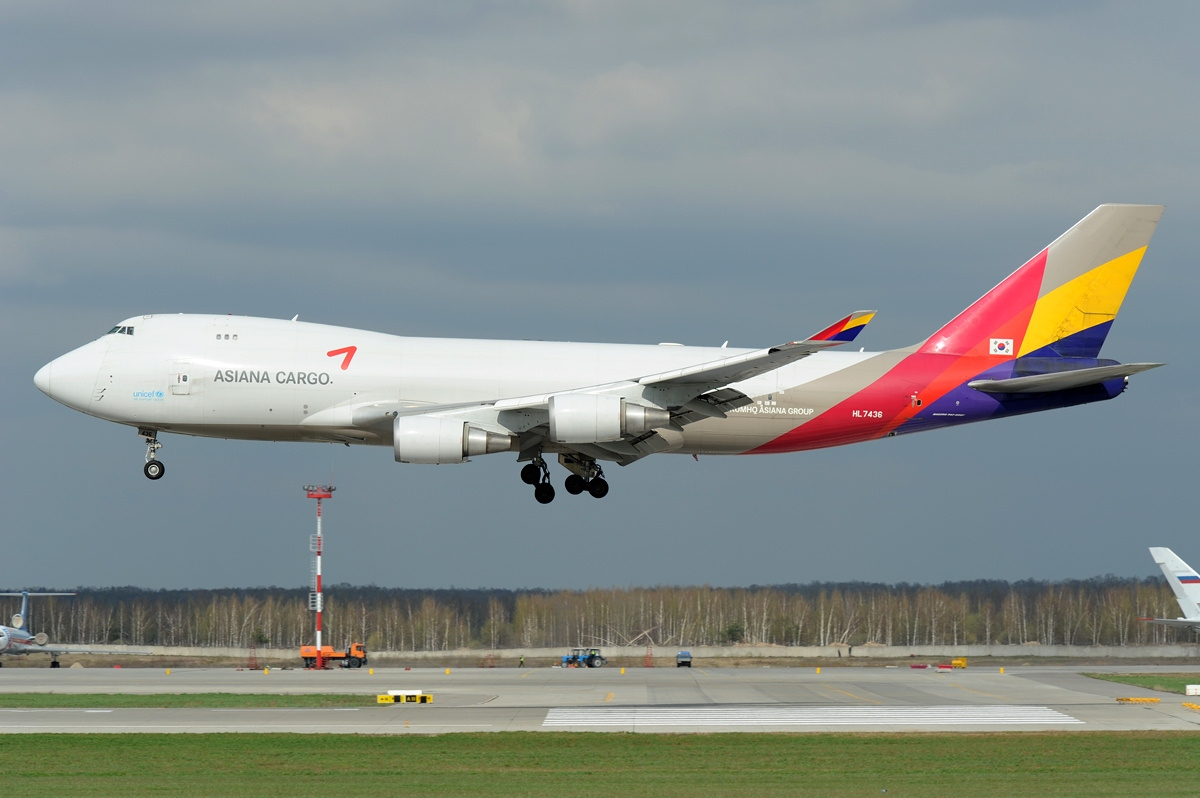
Грузовой Boeing 747-400 авиакомпании Asiana Airlines приземляется в аэропорту Домодедово
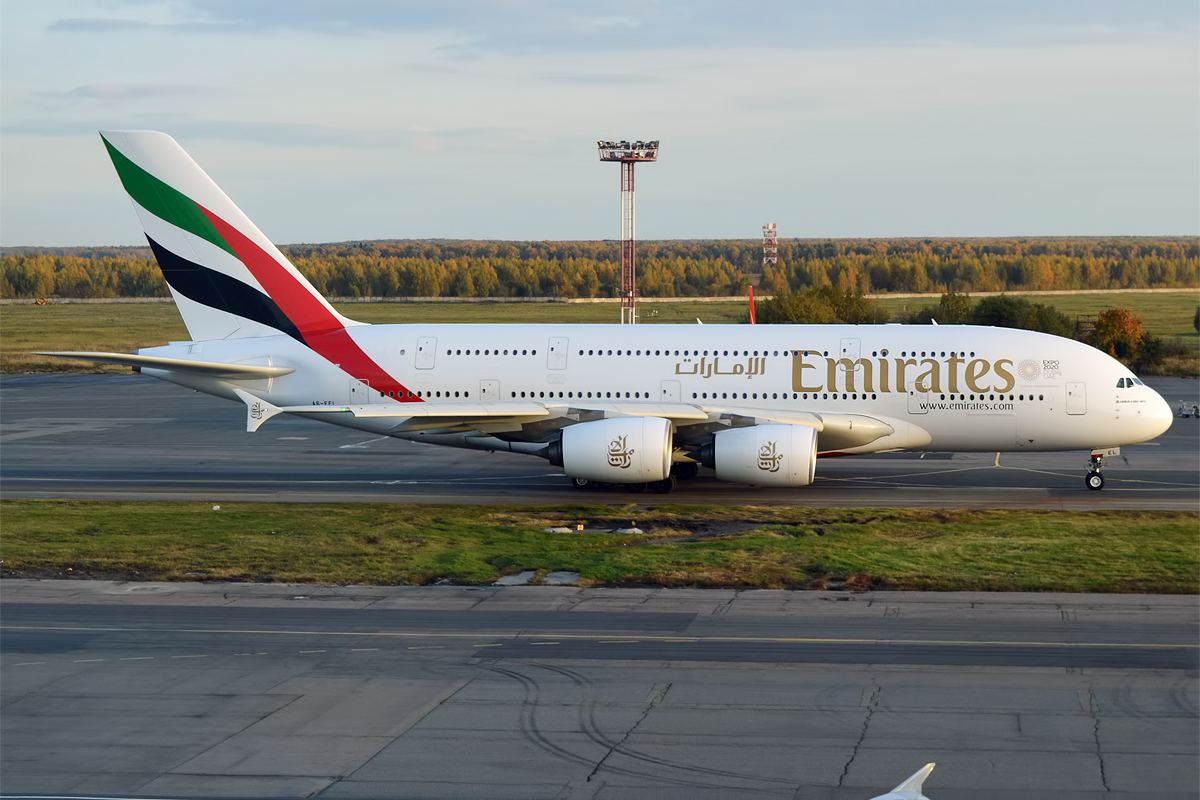
Airbus A380 авиакомпании Emirates в аэропорту Домодедово
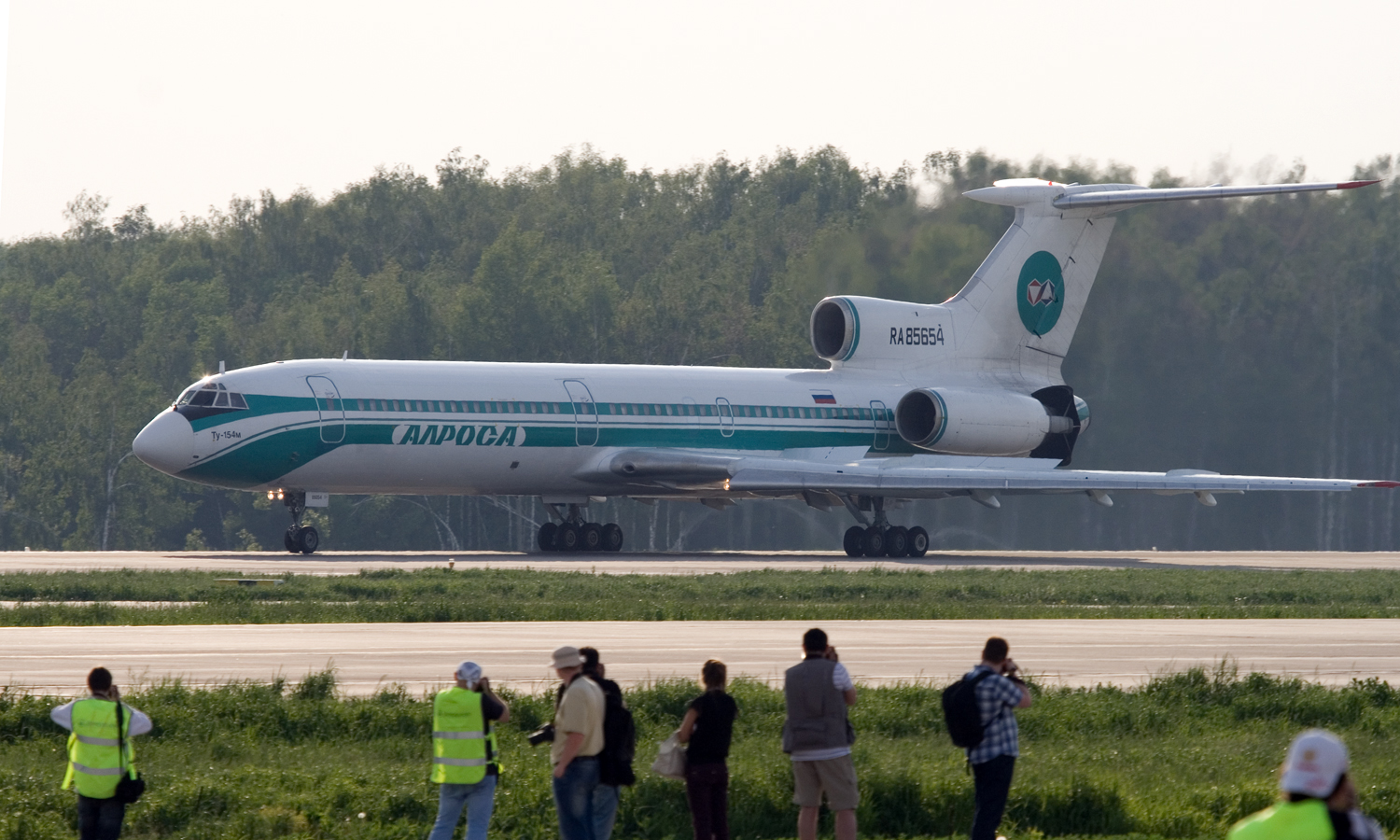
Ту-154 авиакомпании Алроса в аэропорту Домодедово
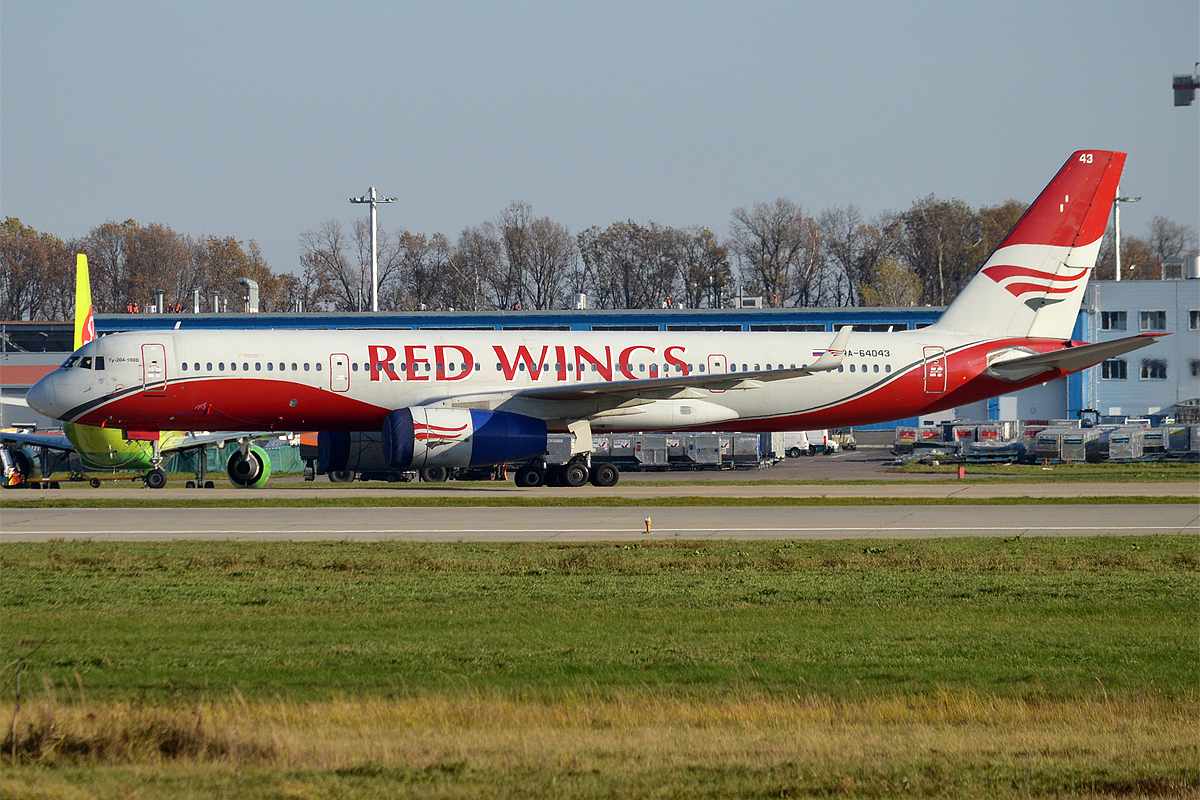
Ту-204 авиакомпании Red Wings в аэропорту Домодедово
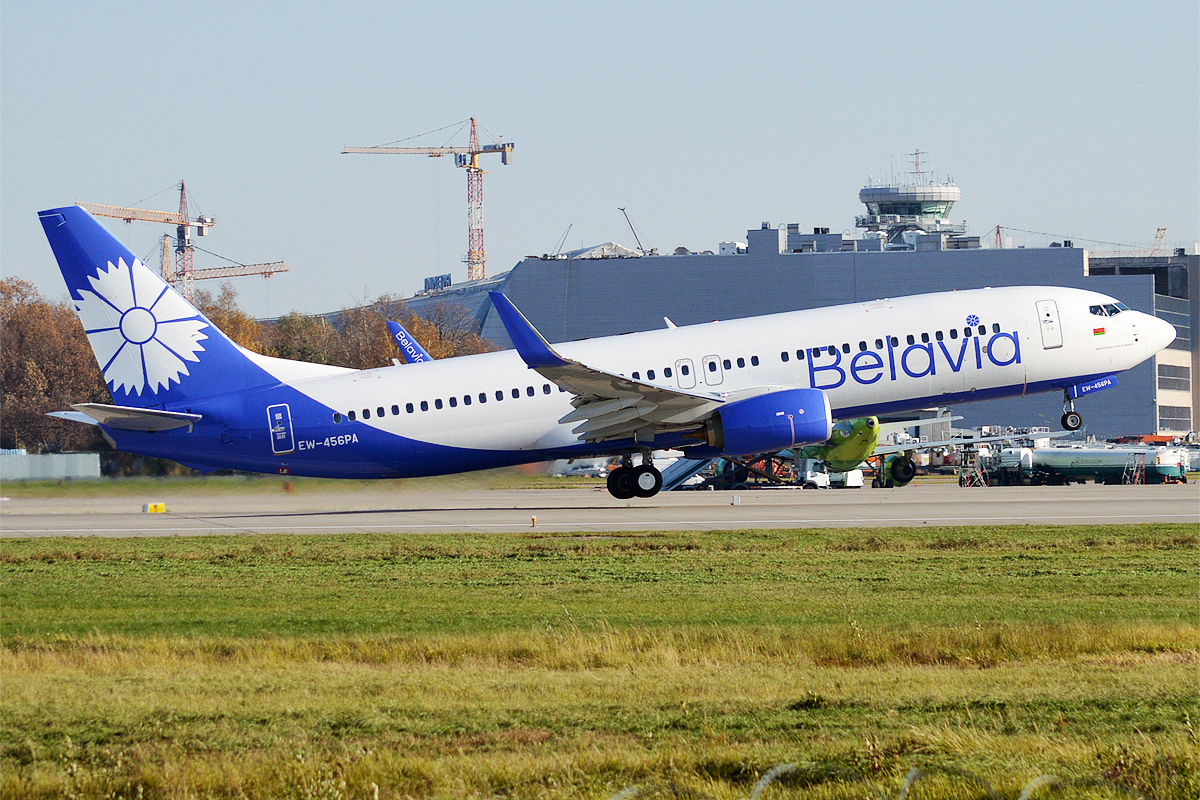
Boeing 737-800 авиакомпании Белавиа в аэропорту Домодедово
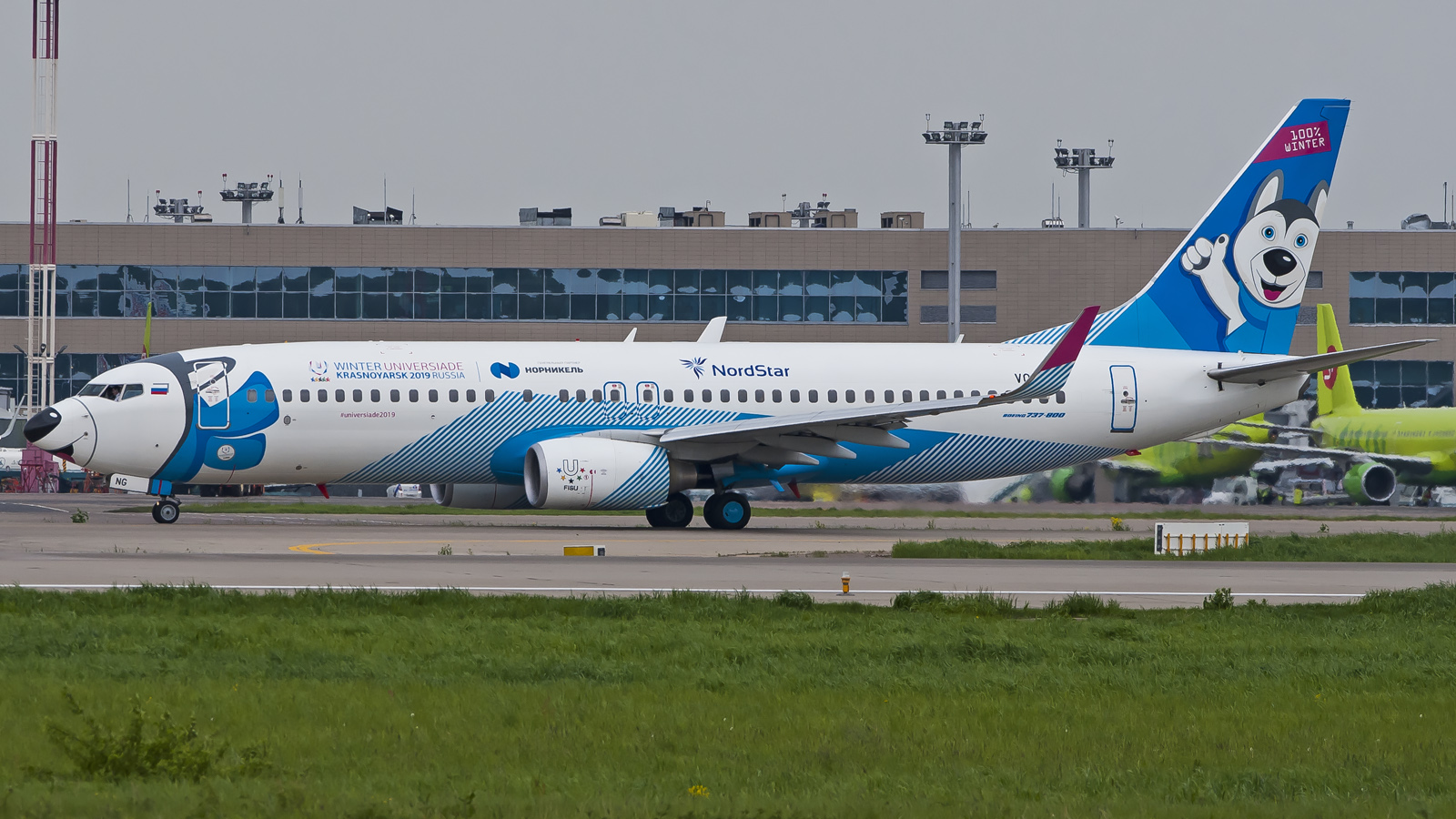
Boeing 737-800 авиакомпании NordStar в ливрее, повящённой Всемирной Зимней Универсиаде 2019 в аэропорту Домодедово
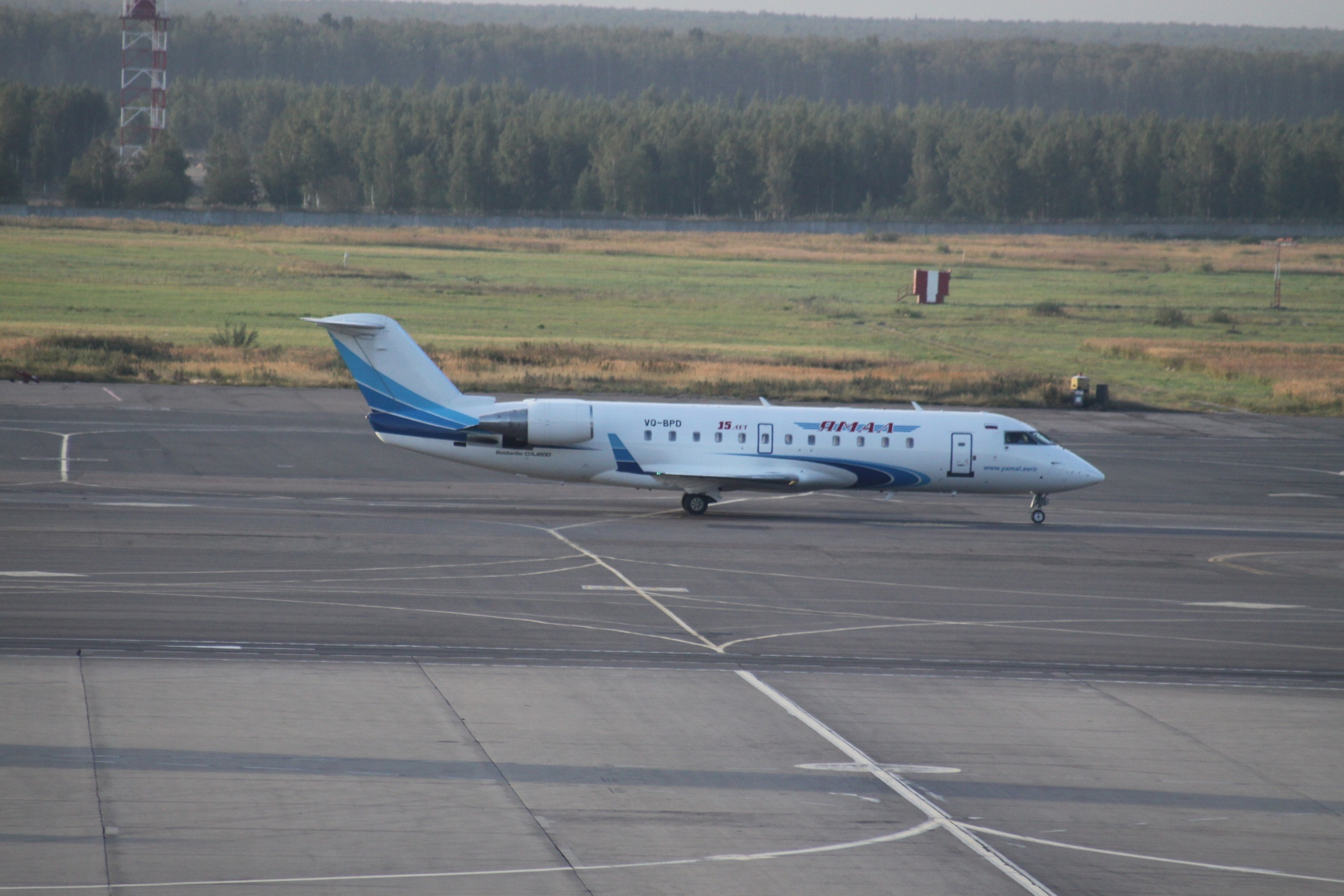
CRJ 200 авиакомпании Ямал в аэропорту Домодедово
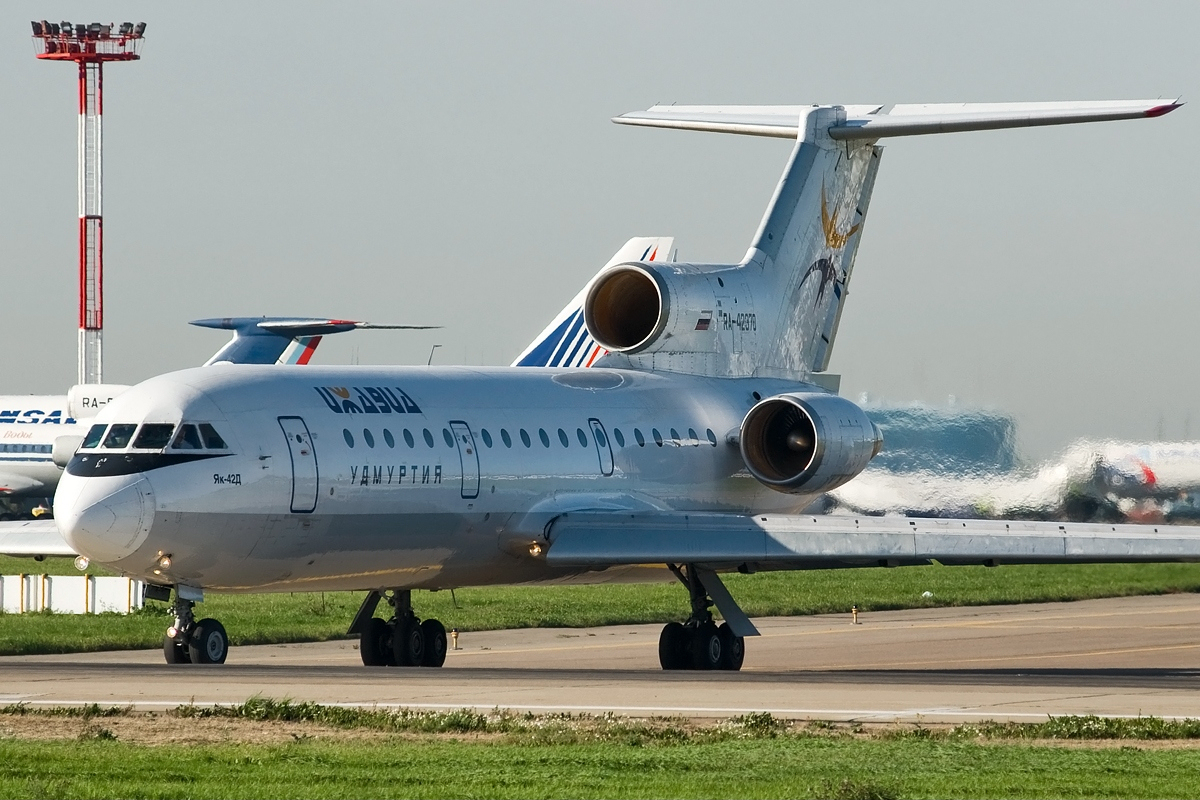
Як-42Д авиакомпании Ижавиа в аэропорту Домодедово
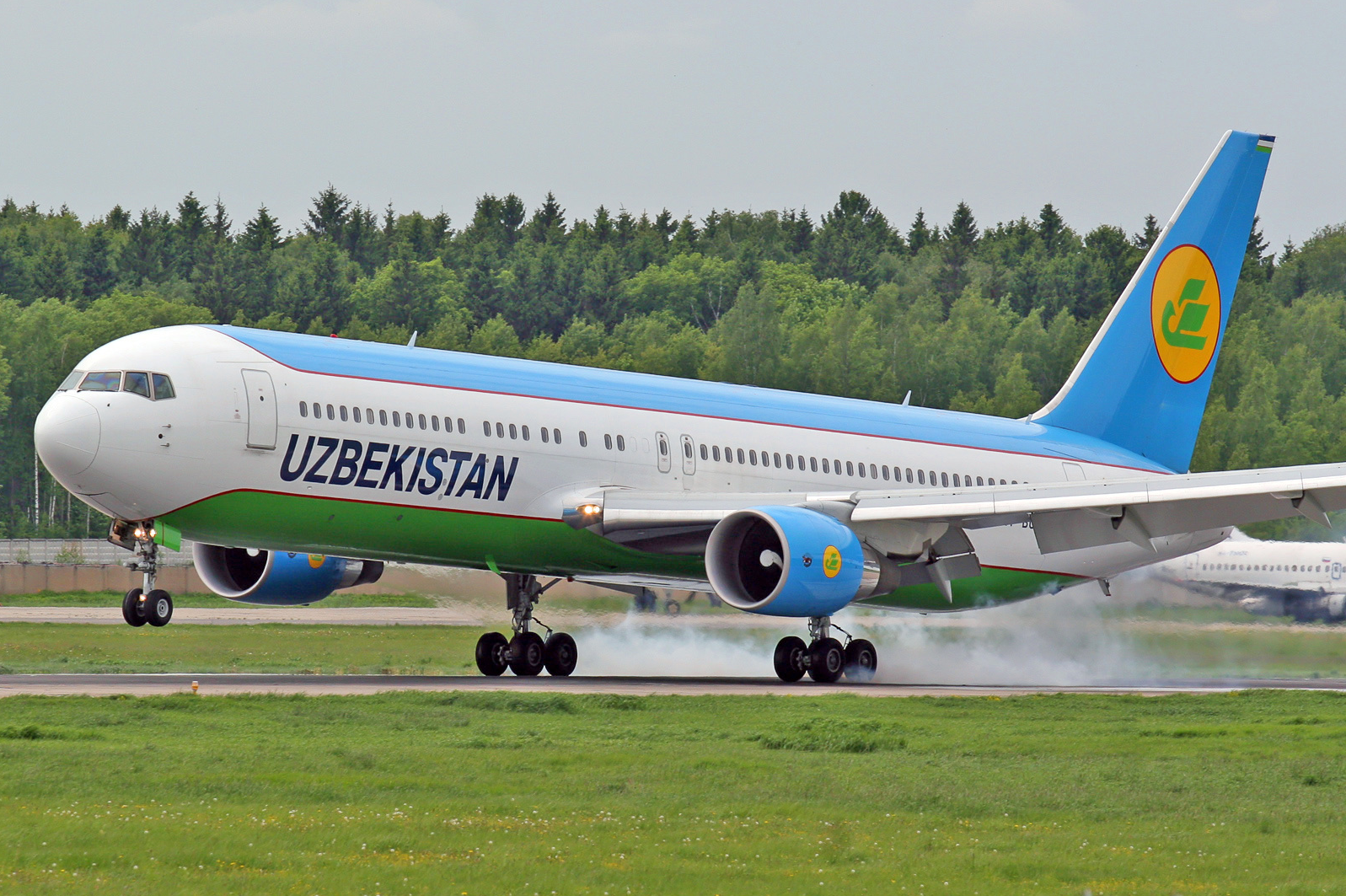
Boeing 767-300ER авиакомпании Узбекские Авиалинии в аэропорту Домодедово

По данным сервиса «Яндекс. Расписания», по состоянию на декабрь 2022 года международные рейсы из Домодедово выполняются в следующие страны:
- Турция
- Египет
- Туркменистан
- ОАЭ
- Кувейт
- Таджикистан
- Узбекистан
- Армения
- Азербайджан
- Марокко
- Бахрейн
- Израиль
- Кыргызстан
- Беларусь
- Таиланд
- Эфиопия
- Шри-Ланка

## Структура собственности
Оператором аэропорта является компания «ДМЕ Холдинг». До 2025 года конечным бенефициаром компании являлся Дмитрий Каменщик.  Председателем наблюдательного совета является Валерий Коган. 
29 января 2025 года имущество аэропорта было арестовано, с 1 февраля он находится под управлением Росавиации. 17 июня 2025 года суд обратил «Домодедово» в доход государства.

## Показатели деятельности
Лидером московского авиационного узла по количеству обслуженных пассажиров Домодедово стало ещё в 2005 г., обогнав Шереметьево. Пассажиропоток аэропорта составил в 2012 году 28,2 млн человек (рост 9,6 % по сравнению с 2011 годом). В 2012 году аэропорт Домодедово обслужил 253,5 тыс. рейсов, что на 4,2 % больше по сравнению с 2011 годом. Грузопоток в 2012 году вырос на 4,3 % и составил 196 984 тонны. По итогам 2015 года после 10 лет лидерства Домодедово уступил пальму первенства Шереметьево, обслужив 30,7 млн пассажиров.
Данные из запроса в Викиданные.
| Год                       | 1990 | 2000 | 2008 | 2009 | 2010 | 2011 | 2012 | 2013 | 2014 | 2015 | 2016 | 2017 | 2018 | 2019 | 2020 | 2021 | 2022 | 2023 |
| Пассажиропоток, млн пасс. | 16,6 | 2,8  | 20,4 | 18,7 | 22,3 | 25,7 | 28,2 | 30,7 | 33,0 | 30,5 | 28,5 | 30,7 | 29,4 | 28,3 | 16,4 | 25,6 | 21,2 | 19,9 |

В 2019 году аэропорт обслужил около 30 миллионов пассажиров. Действуют две взлётно-посадочные полосы с бетонным покрытием. Обновлённая инфраструктура и аэронавигационное оборудование диспетчерской службы позволяет совершать до 70 взлётов/посадок самолётов в час. В комплексе возведены два терминала.

## Наземный транспорт

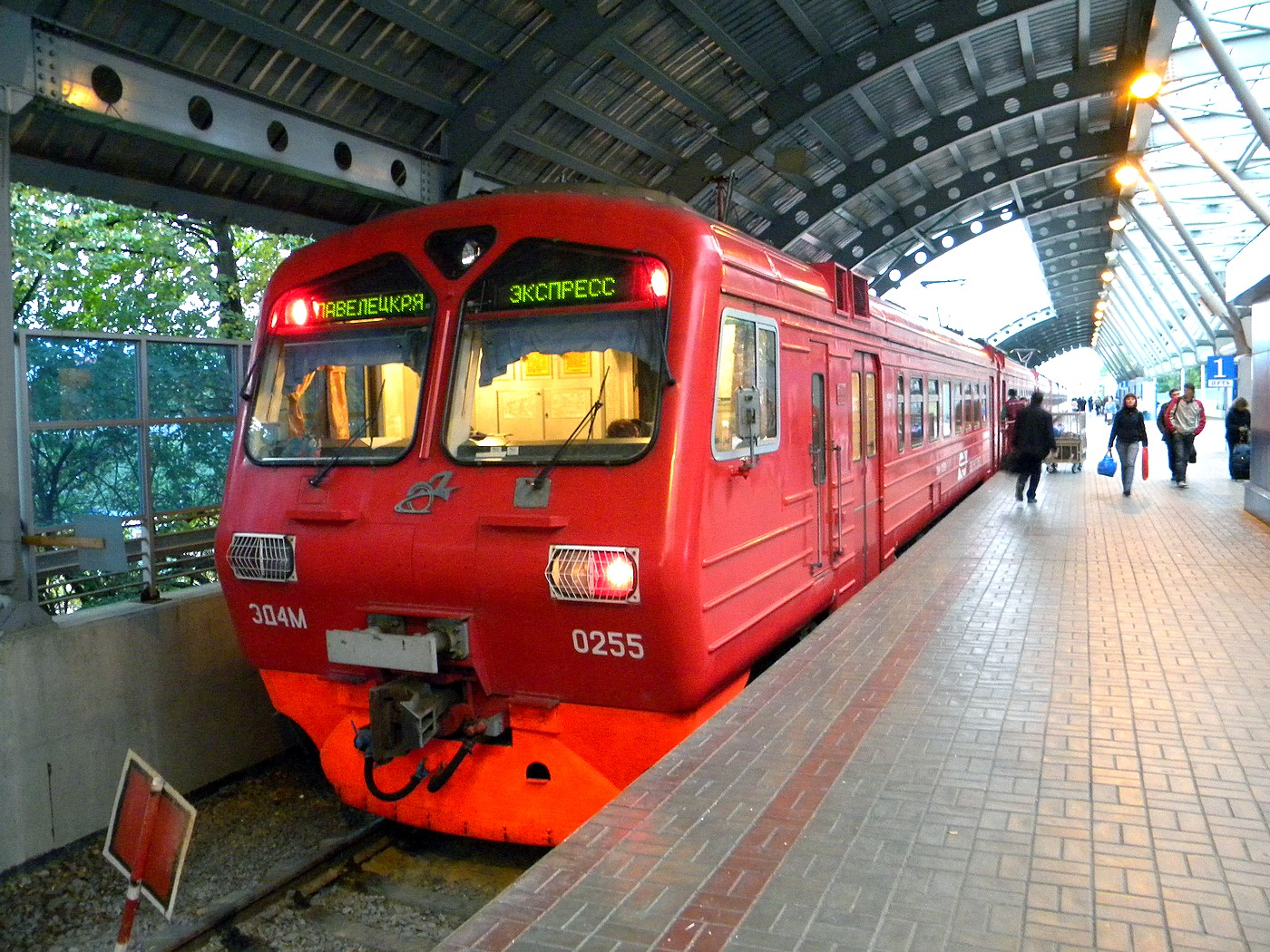
Аэроэкспресс

### Железнодорожный транспорт
К западному крылу аэровокзала примыкает крытая платформа Аэропорт Домодедово, конечная на ветке от станции Домодедово Павелецкого направления. Движение пригородных электропоездов с Павелецкого вокзала открыто 20 декабря 1962. В 1999 году были запущены первые ускоренные электропоезда (с остановками на станциях Домодедово и Авиационная). С 2002 года, помимо электропоездов РЖД/ЦППК, на линии используются и электрички компании «Аэроэкспресс», ранее следовавшие без остановок, с 2019 года — с остановкой на платформе Верхние Котлы. Покупка билета возможна в кассах Аэроэкспресса, на сайте aeroexpress.ru, а также бесконтактной картой, картой «Тройка» или устройством с NFC-модулем.
С ноября 2017 по ноябрь 2019 года на линии Аэроэкспресса в аэропорт Домодедово работали двухэтажные поезда ЭШ2 производства швейцарской компании Stadler.

### Автомобильный транспорт и стоянка
Аэропорт связан с Москвой федеральной автотрассой А105, вблизи МКАД примыкающей к старому Каширскому шоссе. В связи с пробками при въезде и выезде из Москвы время движения до аэропорта сильно зависит от времени суток. В настоящее время построена транспортная развязка около платформы «Космос», что позволило полностью избавиться от пробок при подъезде и выезде из аэропорта и его технических зон. Маршруты общественного транспорта:
- Автобус «Аэроэкспресс» 1185. Аэропорт Домодедово — метро «Домодедовская». Время в пути 30—40 мин. Интервал 15 мин.
- Автобус и маршрутное такси 308. Аэропорт Домодедово — метро «Домодедовская». Время в пути: 30—40 минут. Интервал 30 мин.[87]
- Автобус 11. Аэропорт Домодедово — платформа Взлётная — Новое Домодедово. Время в пути 30 мин. Интервал 15—40 мин.
- Автобус и маршрутное такси 30. Аэропорт Домодедово — платформа Взлётная — станция Домодедово. Время в пути 30 мин — 1 час. Интервал 15—45 мин.
- Маршрутное такси 52. Аэропорт Домодедово — платформа Взлётная. Время в пути 30—40 мин. Интервал 15 мин.

## Печатное издание
Аэропорт до 2015 года выпускал собственный полноцветный журнал Домодедово для авиапассажиров. Издание выходило ежемесячно (за исключением января — февраля, когда выходил номер за два месяца сразу). Тематика — широкая (от новостей авиакомпаний до статей про моду, путешествия и бизнес).

## Воздушные парады
В московском аэропорту Домодедово не раз проходили воздушные парады. Первым из них был парад в честь 50-летия Октябрьской революции, который состоялся 9 июля 1967 г. На нём впервые был продемонстрирован самолёт вертикального взлёта и посадки «Як-36», наследник экспериментальных «турболётов» 1950-х. Изначально «Як-36» разрабатывался как фронтовой штурмовик, который мог оказывать поддержку войскам в условиях разрушенных прифронтовых аэродромов, взлетая прямо с лесных просек. Среди других самолётов, представленных на празднике, были «Ил-16», «По-2», «Ла-7», «МиГ-3», «Пе-2», «Ту-2», «Ил-10» и «МиГ-21». Руководил парадом, который открывало звено сверхзвуковых истребителей-перехватчиков, маршал С. И. Руденко. За истребителями взлетали сверхзвуковые самолёты. Из самолётов прыгали девушки с парашютами. О параде был снят документальный фильм «Крылья Октября». В 1971 году в Домодедово прилетали французские лётчики, которых встречали на истребителях МиГ-21ФЛ.

## Происшествия
В аэропорту Домодедово были происшествия и катастрофы, в частности:
- 22 апреля 1968 года потерпел катастрофу самолёт «Ил-18В». Выполняя тренировочный полёт около аэропорта, он задел провода ЛЭП и упал. Все пять членов экипажа погибли.
- 13 октября 1973 года из-за отказа электропитания систем навигации потерпел катастрофу самолёт «Ту-104Б» «Аэрофлота», следовавший рейсом «964» из Тбилиси (бортовой номер СССР-42486). Экипаж был дезориентирован. С выпущенными шасси на высоте 400 м они начали третий правый разворот, во время которого самолёт перешёл на снижение по крутой спирали с левым вращением. Самолёт столкнулся с землёй с креном 75° в восьми километрах от аэропорта. Погибли 114 пассажиров и восемь членов экипажа. В числе пассажиров находился командующий зенитными ракетными войсками ПВО СССР генерал-лейтенант артиллерии Фёдор Бондаренко. Эта катастрофа осталась крупнейшей за всю историю эксплуатации самолётов семейства «Ту-104» (подробнее см.: Катастрофа Ту-104 под Москвой (октябрь 1973)).
- 7 декабря 1973 года при посадке потерпел катастрофу пассажирский самолёт «Ту-104Б», следовавший из Грузии. Самолёт заходил на посадку с превышением скорости и отклонением от курса. Из-за этого самолёт накренился, задел левым крылом землю, перевернулся, раскололся пополам и загорелся. Погибли 16 из 75 человек, находившихся на борту воздушного судна (подробнее см.: Катастрофа Ту-104 под Москвой (декабрь 1973)).
- 5 декабря 1999 года при взлёте потерпел катастрофу транспортный самолёт Ил-114Т Ташкентского авиазавода. При взлёте из-за сильного порыва ветра руль направления заклинило в крайнем левом положении. После взлёта самолёт пролетел 400 м, столкнулся с ограждением аэропорта, разрушился и сгорел. Пятеро из семи членов экипажа погибли.
- 24 августа 2004 года практически одновременно, примерно в 22:56 по московскому времени, произошли катастрофы двух пассажирских самолётов: Ту-154Б2 авиакомпании «Сибирь», направлявшегося из аэропорта Домодедово в Сочи (потерпел катастрофу в Ростовской области, погибло 46 человек), и Ту-134А авиакомпании Волга-Авиаэкспресс (AIR VOLGA), направлявшегося из аэропорта Домодедово в Волгоград (потерпел катастрофу в Тульской области, погибло 43 человека). Расследованием установлено, что на обоих самолётах совершены теракты женщинами-смертницами. (подробнее см.: Взрывы на самолётах (2004))
- 29 марта 2006 года самолёт «Ил-62», принадлежащий ливийской авиакомпании и летевший из Триполи, выкатился за пределы ВПП на 400 метров. Фюзеляж переломился по 30 и 64 шпангоутам. Пожара на борту самолёта не было. Из шести находившихся на борту лётчиков двое получили лёгкие травмы. Самолёт восстановлению не подлежал. По информации Межгосударственного авиационного комитета причиной авиационного происшествия явились ошибочные действия бортинженера, который после приземления вывел двигатели на взлётный режим вместо реверса.
- 21 марта 2010 года примерно в 2 часа 34 минуты Ту-204, принадлежавший авиакомпании «Авиастар-Ту», следовавший служебным рейсом Хургада (Египет) — Москва, при заходе на посадку в сложных метеоусловиях потерпел аварию в лесу, в полутора километрах до взлётно-посадочной полосы. Пассажиров на борту не было, восемь членов экипажа получили разные травмы, самолёт разрушен. Во время полёта в Московской воздушной зоне на высоте 5400 метров произошло непроизвольное отключение автоматического управления от вычислительной системы управления полётом воздушного судна, вызвавшее сбой в пилотажно-навигационном оборудовании. По этой причине командир воздушного судна отключил автопилот и перешёл на управление самолётом в ручном режиме. Не оценив метеорологическую обстановку в аэропорту Домодедово, командир принял заведомо необоснованное решение о снижении и заходе на посадку при видимости и высоте нижней границы ниже метеоминимума самолёта. Достигнув минимальной высоты снижения 60 метров и не установив визуальный контакт с ВПП, командир должен был прекратить снижение самолёта и выполнить уход на запасной аэродром, однако он продолжил заход на посадку, в результате чего самолёт столкнулся с землёй и разрушился. Командир воздушного судна Александр Косяков и второй пилот Алексей Михайловский были обвинены в нарушении правил безопасности движения и эксплуатации воздушного транспорта, повлёкших по неосторожности причинение тяжкого вреда здоровью человека (ч. 1 ст. 263 УК РФ) и 30 марта 2011 года приговорены каждый к году лишения свободы условно с лишением права заниматься профессиональной деятельностью на один год[91].
- 29 июля 2010 года вечером в аэропорту Домодедово оперативники задержали мужчину, который удерживал самолёт Ту-154 авиакомпании Кавминводыавиа, прилетевший в Домодедово из Минеральных Вод.
- 4 декабря 2010 года самолёт Ту-154М авиакомпании «Авиалинии Дагестана», выполнявший рейс по маршруту Внуково (Москва) — Уйташ (Махачкала), потерпел катастрофу в аэропорту Домодедово. После взлёта из Внуково в процессе набора высоты у самолёта отказал один из двигателей. В процессе снижения у самолёта отказали ещё два двигателя, генераторы и система навигации. В аэропорту Домодедово в сложных метеоусловиях с неработающими двигателями и системами навигации, примерно в 14:50 московского времени, самолёт произвёл вынужденную посадку правее взлётно-посадочной полосы 32П, пересёк её и выкатился на левую боковую полосу безопасности, столкнулся с неровностью рельефа и разрушился. На борту находились 163 пассажира и 9 членов экипажа. По данным Минздравсоцразвития, в результате катастрофы погибли два человека, 83 пострадали[92] (подробнее см.: Катастрофа Ту-154 в Москве 4 декабря 2010 года).
- 26 декабря 2010 года в результате ледяного дождя, прошедшего в Москве, произошла авария на подстанциях, питающих аэропорт Домодедово, что привело к его полному обесточиванию и к задержке всех рейсов на 2—3 суток.
- 24 января 2011 года в 16 часов 32 минуты по московскому времени в аэропорту Домодедово в зале международного прилёта общей зоны аэровокзала прогремел мощный взрыв, в результате которого, по официальным данным МЧС России, погибли 37 человек и 168 получили ранения. Взрывное устройство привёл в действие террорист-смертник (подробнее см.: Взрыв в аэропорту Домодедово 24 января 2011 года).
- 11 февраля 2018 года самолёт Ан-148 авиакомпании «Саратовские авиалинии», выполнявший рейс из Москвы в Орск, разбился в Подмосковье, близ деревни Аргуново[93]. На борту самолёта находилось 65 пассажиров и шесть членов экипажа, все они погибли[94].

## Новинки авиации
В Домодедове очень часто проходили испытания новых видов самолётов. Например, в 1966 г. велись эксплуатационные тесты «Ил-62», а в 1993 году — «Ил-96-300».
Первый в истории мировой авиации сверхзвуковой пассажирский лайнер «Ту-144» начал выполнять регулярные рейсы из Домодедова в Алма-Ату в 1977 году. Полёты прекратились в связи со снятием самолёта с эксплуатации.
16 октября 2009 года крупнейший в мире пассажирский лайнер Airbus A380 успешно совершил посадку в международном аэропорту Домодедово. Домодедово — один из пяти аэропортов в России, которые сертифицированы для приёма Airbus A380 (также Толмачёво, Кневичи, Пулково и Шереметьево). Всего A380 пробыл в России два дня, в течение которых его показали руководителям авиакомпаний и журналистам. У участников мероприятия была возможность не только наблюдать демонстрационный полёт и посадку авиалайнера, но и побывать на борту двухпалубного гиганта. Лайнер пробыл в Москве до 17 октября, после чего отправился на международный аэрокосмический салон в Сеул (Южная Корея).
1 декабря 2012 года лайнер Airbus A380 компании Emirates выполнил первый регулярный рейс в Россию. Два года самолёт использовался на одном из двух ежедневных рейсов в Дубай, в планах авиакомпании было поставить его и на второй рейс. Но с 30 ноября 2014 года его заменил Boeing 777 в связи с уменьшением спроса на международные перевозки из России. В 2016 году авиалайнер Airbus A380 вернулся в Домодедово на ночном рейсе, а с октября 2017 — обслуживает оба ежедневных рейса Emirates в Дубай.
Домодедово является первым аэропортом России, принявшим рейсы Boeing 787 Dreamliner. В разное время рейсы на этом типе самолётов выполняли или выполняют авиакомпании Japan Airlines, Uzbekistan Airways, Air India, British Airways, Azal и Qatar Airways.
В 2016 году Домодедово первым в России начал обслуживать регулярные рейсы на самолёте Airbus A350. Авиакомпания Singapore Airlines выполняет рейсы по маршруту Сингапур — Москва — Стокгольм — Москва — Сингапур с частотой 5 рейсов в неделю.
10 мая 2017 года авиакомпания Swiss совершила первый рейс в Москву на Bombardier CS100. Таким образом, Домодедово стал первым аэропортом России, принявшим семейство самолётов Bombardier C-Series.
С августа 2017 года в аэропорту обслуживаются лайнеры Airbus A320neo авиакомпании S7 Airlines — новейшая модификация семейства А320.
В 2019 году аэропорт впервые принял ВС Airbus A321LR авиакомпании-партнёра Air Astana.